# Araceae
Araceae Juss., 1789 è una famiglia di piante angiosperme monocotiledoni appartenenti all'ordine Alismatales, dall'aspetto di erbacee perenni dalla tipica infiorescenza a spadice.

## Etimologia
Il nome di questa famiglia deriva dal suo genere principale (genere tipo): Arum  L., 1753; che a sua volta deriva dal greco Aron (ma anche, secondo altre etimologie, dall'ebraico “ar”); in entrambi i casi questi due termini significano “calore” e si riferiscono al fatto che le piante di questa famiglia quando sono in piena fioritura emettono calore.
La denominazione scientifica di questa famiglia è stata definita dal botanico francese Antoine-Laurent de Jussieu (1748 – 1836) nella pubblicazione Genera Plantarum, secundum ordines naturales disposita juxta methodum in Horto Regio Parisiensi exaratam (Parigi, 1789).

## Descrizione

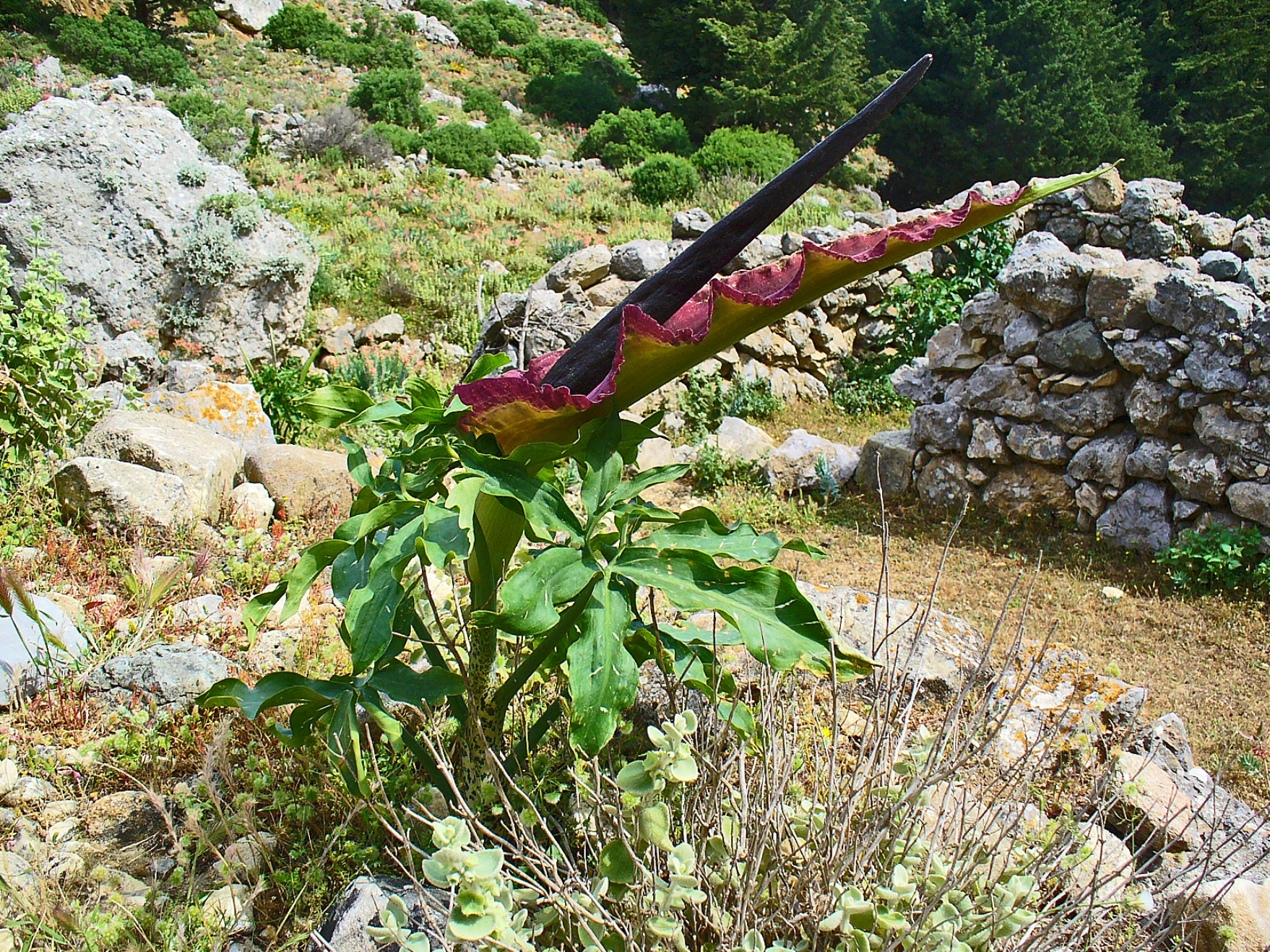
Il portamento
(Dracunculus vulgaris)

La forma biologica prevalente è (almeno per le specie europee) geofita rizomatosa (G rhiz) o anche “geofita tuberosa”, ossia sono piante perenni erbacee che portano le gemme in posizione sotterranea. Durante la stagione avversa non presentano organi aerei e le gemme si trovano in organi sotterranei chiamati rizomi/tuberi (un fusto sotterraneo dal quale, ogni anno, si dipartono radici e fusti aerei). Nella famiglia in Europa sono presenti anche alcuni generi acquatici (sottofamiglia delle Lemnoideae), le cui specie sono di tipo idrofita natante.
Nelle specie di questa famiglia sono facilmente presenti succhi lattiginosi e depositi di ossalato di calcio (genere Arum); oppure dei peli stellati rigidi interni ai tessuti con la funzione di accrescerne la resistenza (genere Monstera).

### Radici
Le radici sono quasi sempre secondarie da rizoma e da tubero. Nelle piante acquatiche le radici sono poste nella parte inferiore della lamina fogliare sott'acqua.

### Fusto
La parte sotterranea del fusto è un rizoma tuberiforme; mentre la parte aerea è di tipo erbaceo o cespuglioso (raramente arboreo) generalmente a portamento eretto o eventualmente rampicante. Alcuni generi (ad esempio quelli della ex famiglia delle Lemnaceae, ora inclusa nelle Araceae) sono a portamento acquatico o galleggiante. Infine vi sono esempi di specie epifite (con radici aeree fittizie). 

La parte aerea del fusto è erbacea (ai Tropici è anche legnosa).

### Foglie

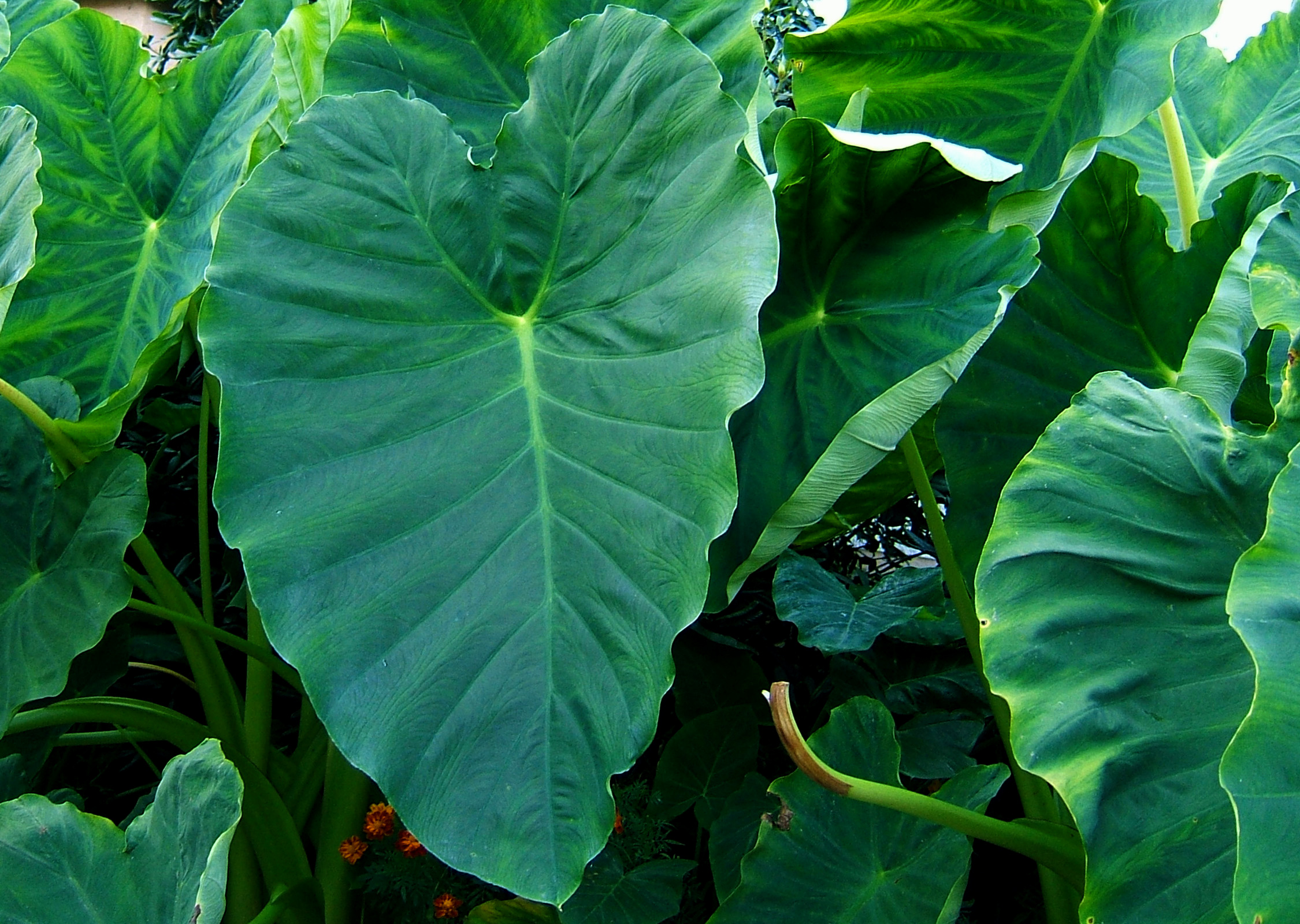
Le foglie
(Colocasia esculenta)

Le foglie possono essere di tipo semplice o composto; la lamina fogliare può essere larga o di tipo ensiforme. Le foglie possono trovarsi alla base del caule, oppure distribuite lungo il fusto in disposizione spiralata, alterna o distica senza stipole. Le foglie sono provviste di piccioli che in alcuni casi, alla base, sono guainanti il caule. La lamina fogliare è glabra e può essere continua o fenestrata. In alcuni casi si hanno delle foglie di tipo bulbillifero. Le nervature sono di vario tipo: palmate o pennate o pedate o con disegni intermedi come anche reticolate. Nelle piante acquatiche sono presenti solamente poche foglie (da 1 a 4 copie) per pianta.

### Infiorescenza

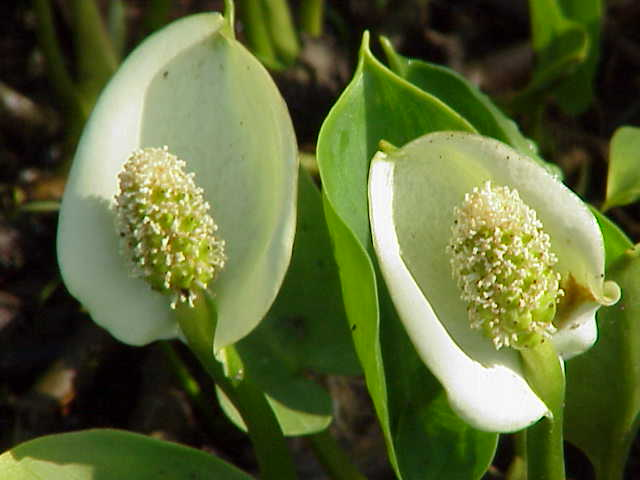
Infiorescenza
(Calla palustris)

L'infiorescenza è del tipo indefinita e si compone di tanti piccoli fiori sessili, appressati gli uni sugli altri. In genere formano uno spadice lungo e avvolto da una grande spata convoluta a varie colorazioni; questa spata svolge la funzione vessillare (= petaloide) e di protezione all'infiorescenza. La disposizione dei fiori sessuali, nella maggioranza dei casi, è in basso per quelli femminili (formano un glomerulo basale), mentre quelli maschili sono posti più in alto; in mezzo tra i fiori femminili e quelli maschili c'è una zona di fiori sterili. Sopra i fiori maschili, alla fine c'è un glomerulo sterile. Tra queste varie sezioni sono presenti delle estroflessioni setoliformi con il compito di trattenere gli insetti pronubi per favorire l'impollinazione. Nelle piante acquatiche l'infiorescenza è formata da uno spadice ridotto ma con una spata spesso presente.

### Fiori

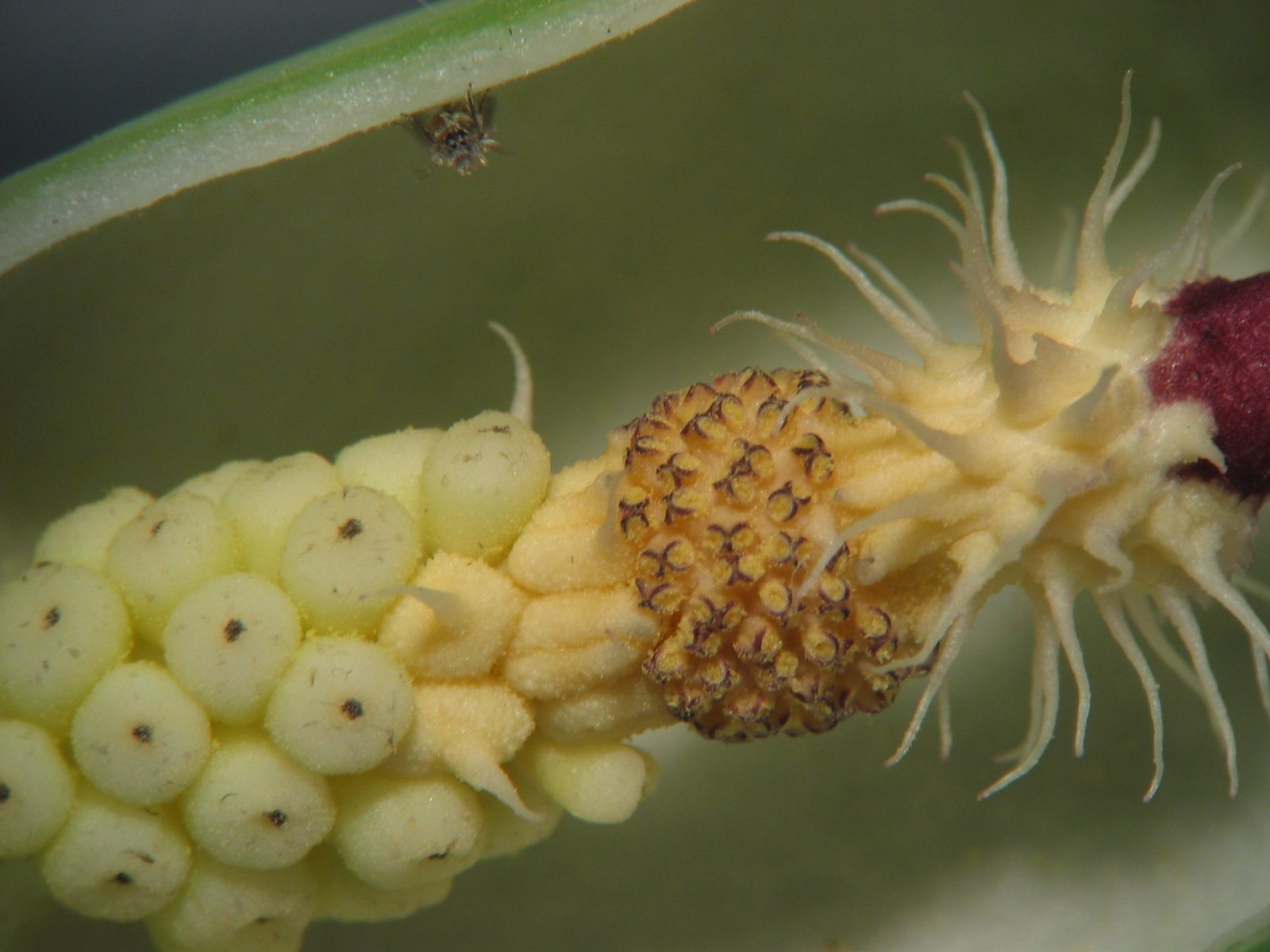
I fiori
(Arum maculatum)

I fiori (attinomorfi) possono essere ermafroditi oppure unisessuali, in questo caso le piante sono monoiche: fiori maschili e femminili sulla stessa pianta (raramente sono dioiche – genere Arisaema). I fiori delle “ex-Lemnaceae” sono unisessuali, molto piccoli, quasi indistinguibili. Il perianzio è di tipo sepaloide (gli elementi sono indifferenziati tra calice e corolla, ossia fiori di tipo apetalo). Altri fiori sono sterili di tipo filamentoso nello stadio di antesi femminile. I fiori sono 5-ciclici (2 verticilli di tepali, 2 verticilli di stami e un verticillo del gineceo). Ogni verticillo in genere è trimero (o dimero), ossia i tepali, ma anche gli stami, sono 3 + 3 (oppure 2 + 2). La dimensione dei fiori è varia e comunque sono sempre dei fiori molto piccoli; la specie Wolffia arrhiza è tra le piante a fiore più piccole in assoluto: minore di 1 mm.
- Formula fiorale: per queste piante viene indicata la seguente formula fiorale[5]:

* P 4-6 or 0, A 1-6, G (1-3) supero, bacco/otricolo/drupa
- Perianzio: nei fiori unisessuali il perianzio generalmente è assente (specialmente nelle “ex-Lemnaceae”); mentre in quelli ermafroditi è composto da 4 – 6 segmenti connati o liberi.
- Androceo: gli stami sono fino a 6 (raramente fino a 12) e sono ipogini; i filamenti sono liberi o connati; le antere a volte sono connate e poricide. Nei fiori unisessuali delle ex- Lemnaceae è presente un solo stame.
- Gineceo: il gineceo è cenocarpico; i carpelli sono 3 (o 2) connati (1 nelle ex-Lemnaceae). L'ovario è supero con sovrapposto un solo pistillo con stigma unico, puntiforme o capitato. Spesso l'ovario si trova immerso nello spadice. L'ovario è monoloculare (raramente) o pluriloculare con uno o più ovuli (anatropi – capovolti o ortotropi – in posizione eretta). La placentazione è varia: basale, parietale, assile o apicale.

### Frutti

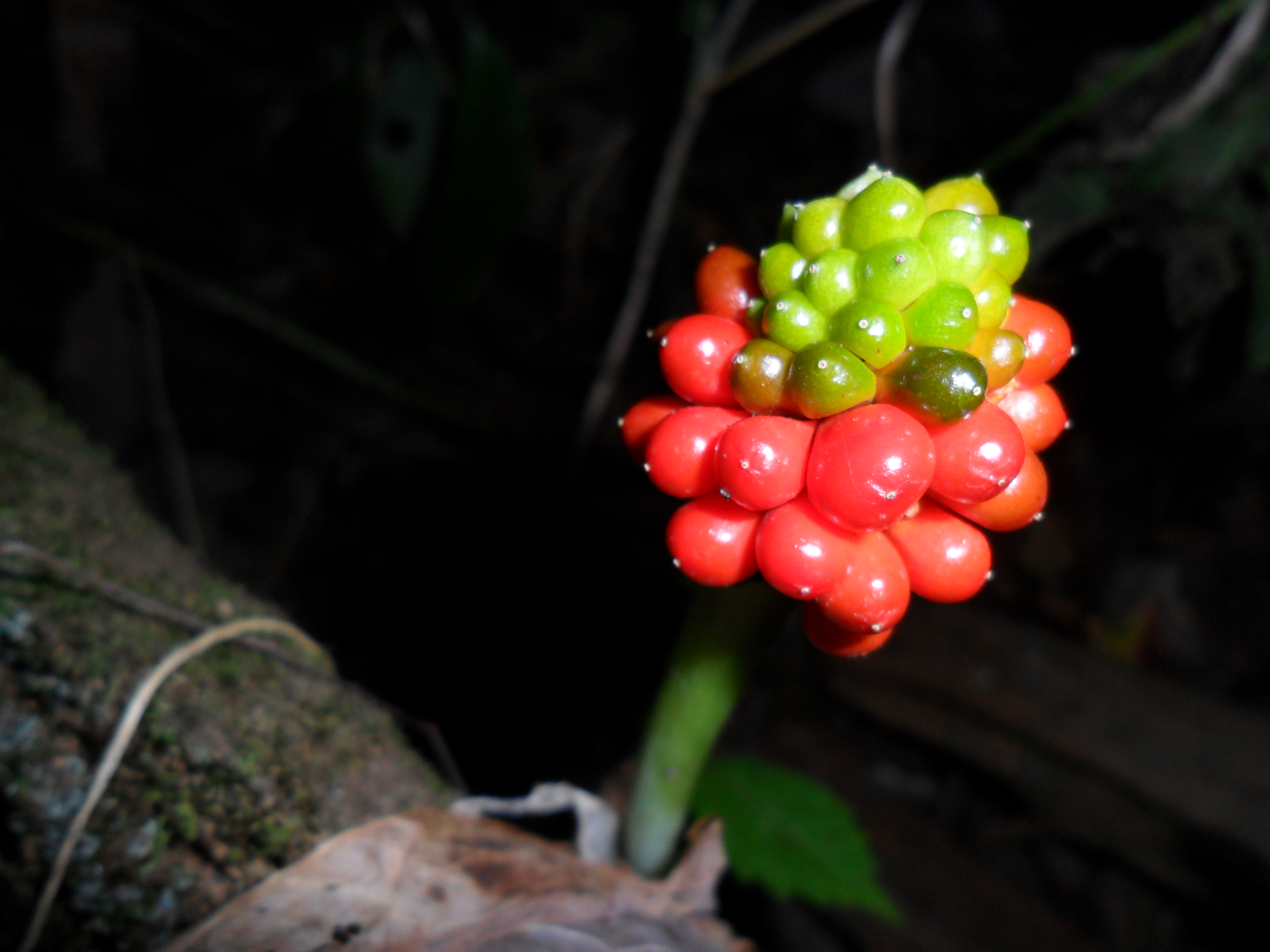
Il portamento
(Arisaema triphyllum)

Il frutto nella maggioranza delle specie è una bacca colorata. All'interno sono presenti dei semi a forma poliedrica o globosa. Il tegumento, di origine dall'endosperma, ha una consistenza coriacea o mucillaginosa. Nelle piante acquatiche il frutto è una nucula. In altri casi può essere una drupa o tipo noce.

## Biologia

### Impollinazione
L'impollinazione è garantita soprattutto da diversi insetti (coleotteri, mosconi e altri piccoli insetti = impollinazione entomogama) Anche se le piante non sono nettarifere gli insetti sono attirati da diverse sostanze zuccherine prodotte nelle zone di estroflessione delle varie infiorescenze, da odori molto sgradevoli, di putrefazione, che attirano in modo particolare le mosche, ma anche dalla temperatura più elevata o attività “catabolica” (diversi gradi sopra quella ambientale: 5-10 °C, fino a 14 °C) prodotta all'interno dalla spata dell'infiorescenza. L'innalzamento della temperatura è causata dalla intensa traspirazione dello spadice. Alcuni ricercatori hanno anche riscontrato una forma “paraboloide dimetrica” per la spata (il fuoco in questa figura geometrica non è un punto ma una linea – l'infiorescenza appunto) in modo da convergere meglio i raggi solari; è da notare inoltre che la spata aperta è sempre rivolta a sud. Gli incentivi catturano gli insetti che vengono trattenuti, finché non sia avvenuta l'impollinazione, dalla spata che si comporta come una trappola a scivolo. In queste piante l'autoimpollinazione è evitata in quanto in ogni pianta i fiori femminili maturano prima di quelli maschili. Nelle piante acquatiche l'impollinazione può avvenire anche tramite piccoli molluschi. Esistono inoltre degli enzimi "minori", presenti nelle cellule vegetali, che posseggono alcune caratteristiche importanti, una tra queste è quella di aiutare l'impollinazione in alcune specie della famiglia delle Aracee, dove lo spadice è soggetto ad elevati tassi respiratori che ne causa il riscaldamento permettendo di volatilizzare composti che attraggono gli insetti impollinatori..

### Riproduzione
La fecondazione avviene tramite l'impollinazione dei fiori (vedi sopra). Nelle piante acquatiche la riproduzione è essenzialmente vegetativa in quanto le infiorescenze sono molto semplificate e rudimentali e quindi quasi inutilizzabili da un punto di vista riproduttivo.

### Dispersione
La dispersione dei semi avviene ad opera di uccelli e piccoli mammiferi, favorita dal colore delle bacche; ma anche tramite molluschi per le specie acquatiche.

## Distribuzione ehabitat
Le specie di questa famiglia sono distribuite in tutto il mondo in prevalenza nelle regioni tropicali e subtropicali (90%) con alcuni generi anche in quelle temperate. Negli ambienti tropicali le piante di questa famiglia acquistano un ruolo importante nella composizione delle foreste pluviali o ambienti umido-caldi sia come piante a foglie larghe, che liane rampicanti o epifite. Pochissime specie sono presenti nei climi freddi nordici o alle alte quote montane. In Italia sono presenti una dozzina di generi per circa una ventina di specie (incluse le Lemnaceae). In Inghilterra sono presenti solamente due specie; mentre in Germania si trovano tre generi.

## Tassonomia
La posizione tassonomica di questa famiglia nel corso del tempo ha subito più di qualche “spostamento” classificatorio. All'inizio del secolo scorso secondo la classificazione di Wettstein, il sistema di classificazione delle piante proposto dal botanico Richard von Wettstein (1863-1931) nel suo Handbuch der Systematischen Botanik, questa famiglia faceva parte dell'ordine delle Spadiciflorae (piante con infiorescenza a spadice) e alla classe delle Monocotiledoni. In seguito con il sistema Cronquist, sistema sviluppato da Arthur Cronquist nei suoi testi: An Integrated System of Classification of Flowering Plants (1981) e The Evolution and Classification of Flowering Plants (1968, 2e: 1988), le Araceae passano all'ordine delle Arales, sottoclasse delle Arecidae e classe Liliopsida (monocotiledoni). Attualmente con i nuovi sistemi di classificazione filogenetica (classificazione APG) è stata assegnata all'ordine delle Alismatales.
L'ampiezza della famiglia insieme alla variabilità di diverse sue specie rende difficile una classificazione interna alla famiglia. I vari generi son raggruppati in sottofamiglie e tribù, ma questi raggruppamenti variano da autore ad autore. Adolf Engler (1844 – 1930), botanico tedesco, famoso per i suoi lavori sulla tassonomia delle piante, prevede ad esempio 28 tribù; mentre George Evelyn Hutchinson (1903 – 1991), botanico e zoologo anglo-americano, ne ha classificate solamente 18.
In base a criteri più pratici di classificazione delle specie di questa famiglia ad opera soprattutto degli orticoltori, si ha una prima divisione tra specie acquatiche e specie terrestri; queste ultime poi vengono suddivise in funzione della presenza o assenza della nervatura. Le nervature, se presenti, possono essere sia parallelinervie, che pennate, che pedate oppure palmate.

### Filogenesi
L'origine di queste piante è antichissima; alcuni fossili di Araceae sono stati trovati in depositi terziarii nell'isola di Spitzbergen dove i resti comprendono impronte di cauli, di foglie e di spadici. Inoltre è stato trovato del polline (probabilmente appartenente ai gruppi Pothoideae-Monsteroideae) in depositi del Cretaceo inferiore (120 milioni di anni fa) in Portogallo. Quindi nell'ambito delle monocotiledoni potrebbe rappresentare uno sviluppo tra i più precoci. La monofilia della famiglia è comprovata sia dai caratteri morfologici che dalle analisi del DNA plastidiale.  In riferimento all'ordine di appartenenza (Alismatales) è probabilmente un clade sister (sorella) del resto dell'ordine. All'interno della famiglia la suddivisione in sottofamiglie viene fatta oltre alle analisi cladistiche anche in base all'habitus, alla disposizione e alla morfologia delle foglie, alla struttura dell'infiorescenza e ad altri dati anatomici e naturalmente al numero dei cromosomi.
Da un punto di vista filogenetico il gruppo di piante acquatiche precedentemente posizionate nella famiglia delle Lemnaceae sono attualmente incluse nella sottofamiglia delle Lemnoideae, come forme meno specializzate e con alcuni caratteri rudimentali (come ad esempio lo spadice ridotto). In questo contesto il genere Pistia riveste un particolare interesse in quanto la sua infiorescenza molto ridotta sembra si sia sviluppata in parallelo al resto delle ex-Lemnaceae.
Il clade principale, quello centrale degli "aroidi", è definito da diversi caratteri ben definiti come la spata, foglie con grande lamina e altre caratteristiche meno evidenti come un internodo fra la spata e la prima foglie sottostante, oppure un germoglio all'ascella della penultima foglia. All'interno di questo clade la sottofamiglia delle Aroideae comprende ben 74 generi tutti caratterizzati dal piante monoiche. Un altro sottoclade importante degli "aroidi" è quello delle Monsteroideae definito da una spata priva della porzione tubolare. Infine abbiamo il sottoclade delle Photoideae con nervature incrociate nelle foglie.
Il genere Acorus, in precedenza incluso nelle Araceae, è attualmente posizionato nella famiglia delle Acoraceae in quanto privo di cristalli rafidici (presenti nel resto della famiglia) mentre contiene olii eterei non presenti nelle Araceae.

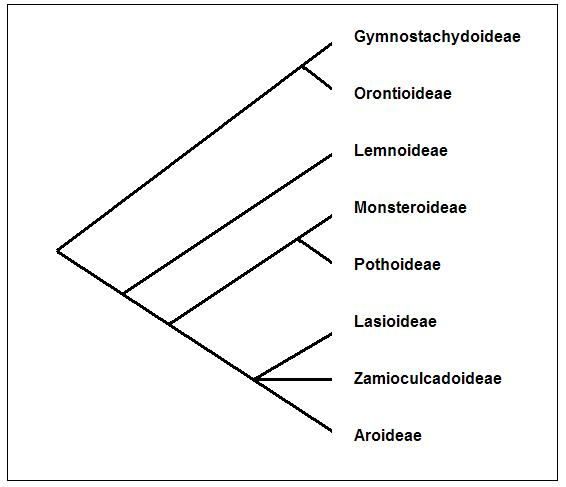
Cladogramma delle sottofamiglie di Araceae

Di seguito sono elencate le 8 sottofamiglie definite in base agli studi filogenetici dall'Angiosperm Phylogeny Group. Il cladogramma a lato evidenzia i rapporti filogenetici tra i vari raggruppamenti.
- Gymnostachydoideae Bogner & Nicolson
- Orontioideae Mayo, Bogner & Boyce
- Lemnoideae Engler 
- Monsteroideae Schott 
- Pothoideae Engler
- Lasioideae Engler 
- Zamioculcadoideae Bogner e Hesse
- Aroideae Arn.

#### Sinapomorfie
Nel seguente elenco sono elencate alcune sinapomorfie (caratteri derivati e condivisi dai vari taxa della famiglia utili per ricostruire la linea filogenetica della famiglia):
- presenza di cristalli rafidici di ossalato di calcio segnati da solchi;
- infiorescenze indefinite;
- infiorescenza a spadice, nudo nella parte apicale;
- la particolare struttura dello spadice (fiori femminili in basso, fiori maschili in alto più altri sterili) è una delle sinapomorfie distintive di diversi generi di questa famiglia;
- protezione dell'infiorescenza tramite un'ampia brattea fogliacea (spata);
- fiori privi di brattee;

Altre caratteristiche interessanti di questa famiglia sia per motivi scientifici ma anche tassonomici e quindi filogenetici sono:
- le foglie fenestrate delle specie del genere Monstera;
- le foglie di tipo pedato del genere Dracunculus;
- la maculatura di piccioli delle foglie;
- il particolare tessuto di protezione delle radici aeree delle specie epifite.

### Sinonimi
Questa entità ha avuto nel tempo diverse nomenclature. L'elenco seguente indica alcuni tra i sinonimi più frequenti:
- Arisaraceae Raf.
- Caladiaceae Salisb.
- Callaceae Rchb. ex Bartl.
- Cryptocorynaceae J. Agardh
- Dracontiaceae Salisb.
- Lemnaceae Martinov
- Orontiaceae Bartl.
- Pistiaceae Rich. ex C. Agardh
- Wolffiaceae Bubani

### Generi presenti sul territorio italiano
Per meglio comprendere ed individuare i generi (relativamente alle specie spontanee della flora italiana) l'elenco che segue utilizza in parte il sistema delle chiavi analitiche (vengono cioè indicate solamente quelle caratteristiche utili a distingue un gruppo dall'altro).
- SEZIONE A: Araceae s.s. (senza Lemnaceae); le piante sono tutte terrestri:
- Gruppo 1A: la lamina delle foglie è divisa in modo palmato-pedato;
- Gruppo 2A: lo spadice è lungo 3/4 della spata e spesso è anche più lungo; l'apice dello spadice è privo di lacinie;

- Dracunculus Miller - Dragoneta: in Italia è presente una sola specie (Dracunculus vulgaris Scott).

- Gruppo 2B: lo spadice è lungo 3/5 – 2/3 della spata; l'apice dello spadice possiede delle lacinie lesiniformi;

- Helicodiceros Scott - Gigaro:  in Italia è presente una sola specie (Helicodiceros muscivorus (L. fi.) Engler).

- - Gruppo 1B: la lamina delle foglie è intera;

- Gruppo 3A: il rizoma è allungato ed è aromatico; la lamina delle foglie è lineare;

- Acorus L. - Calamo:  in Italia è presente una sola specie (Acorus calamus L.). Attualmente questo genere è trasferito da più di qualche autore alla famiglia delle Acoraceae.

- Gruppo 3B: il rizoma non è aromatico; il picciolo delle foglie si distingue nettamente dal lembo fogliare;

- Gruppo 4A: le foglie sono di tipo peltato (il picciolo è inserito al centro della lamina);

- Colocasia Scott - Taro: in Italia è presente una sola specie (Colocasia esculenta (L.) Scott).

- Gruppo 4B: le foglie non sono peltate (il picciolo è inserito alla base della lamina);

- Gruppo 5A: la lamina delle foglie è ovale o lanceolata e alla base sono ristrette;

- Gruppo 6A: le piante non sono più alte di 8 cm; la lamina delle foglie ha una forma ovato-ellittica; la forma della spata è simile ad una barca;

- Ambrosina Bassi - Ambrosina:  in Italia è presente una sola specie (Ambrosina bassii L.).

- Gruppo 6B: le piante sono alte di 10 - 30 cm; la lamina delle foglie ha una forma lanceolata; la forma della spata è allungata con un tubo basale;

- Biarum Scott - Gigaro:  in Italia sono presenti due specie con alcune sottospecie.

- Gruppo 5B: la lamina delle foglie è sagittata o cuoriforme;

- Gruppo 7A: la spata si presenta con un aspetto bulboso e con un lembo breve e filiforme;

- Arisarum Targ. - Tozz. - Arisaro:  in Italia sono presenti due specie.

- Gruppo 7B: il lembo della spata è sviluppato normalmente;

- Zantedeschia Sprengel – Zanted. - Calla: la forma della spata è a imbuto con i due lati non simmetrici; in Italia è presente una sola specie (Zantedeschia aethiopica (L.) Sprengel).
- Arum L. - Gigaro: con 5 specie è il gruppo più numeroso in Italia.

- SEZIONE B: Lemnaceae; piante acquatiche; questa sezione comprende i tre seguenti generi;
  - Gruppo 1A: queste piante sono provviste di radici le quali sono pendule nell'acqua;

- Lemna L. - Lenticchia d'acqua:  in queste piante c'è una sola radice sotto ogni lamina; in Italia sono presenti cinque specie.
- Spirodela Schleid. - Lenticchia d'acqua:  ogni lamina possiede nella parte inferiore diverse radici; in Italia sono presenti due specie.

- - Gruppo 1B: queste piante sono prive di radici;

- Wolffia Horkel - Wolffia:  in Italia è presente una sola specie (Wolffia arrhiza (L.) Wimm.).

### Alcune specie

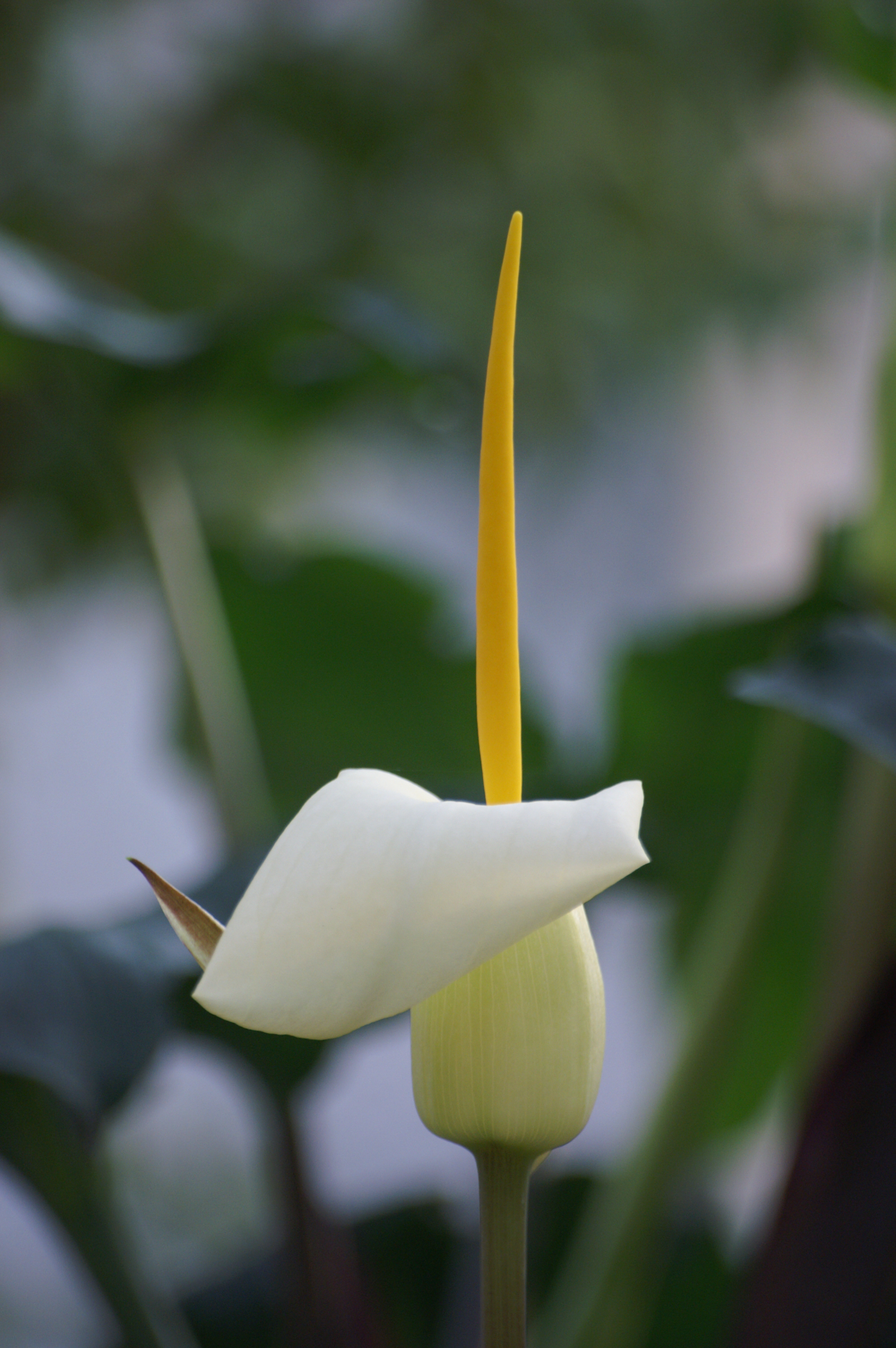
Arum creticum
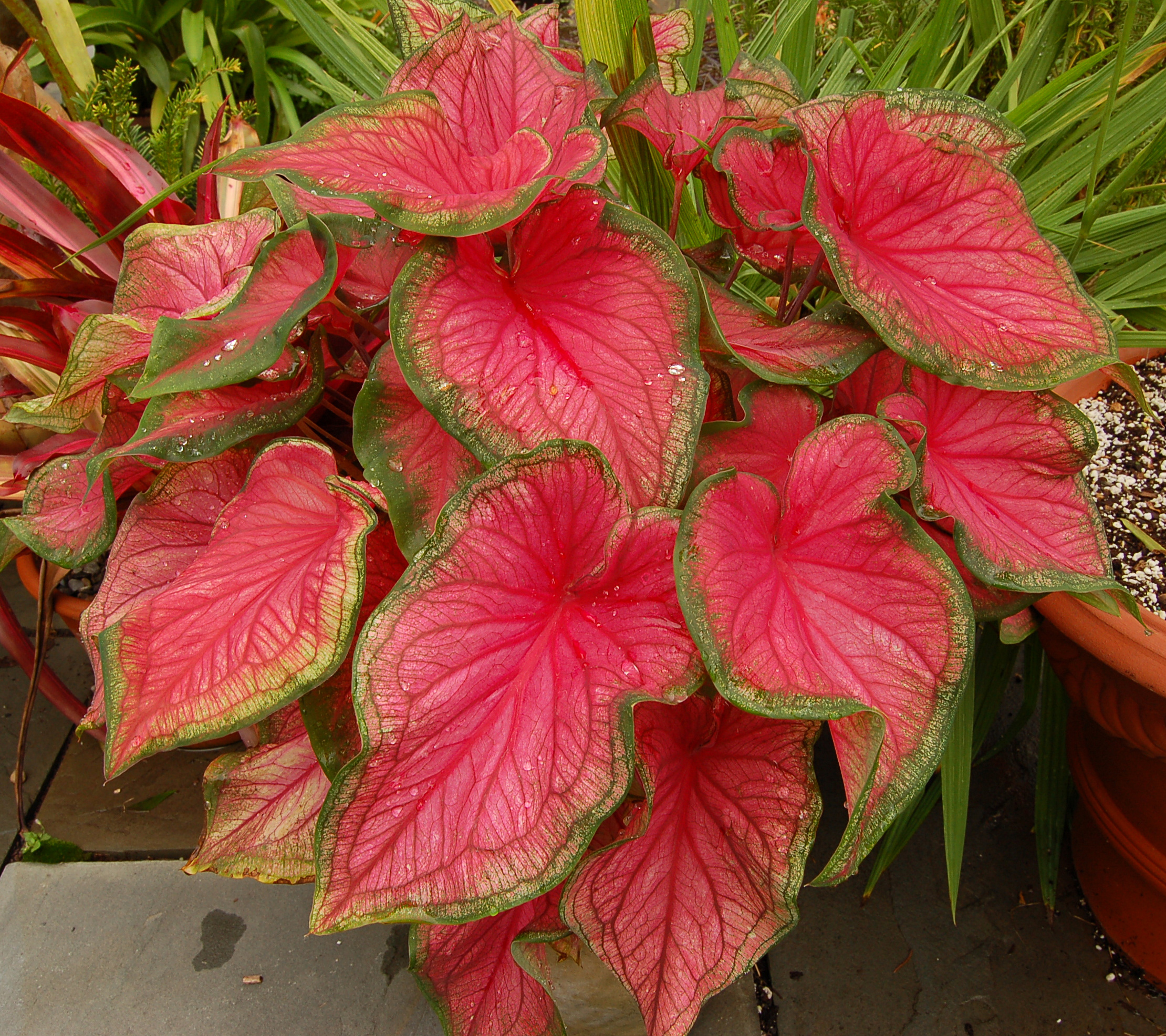
Caladium bicolor
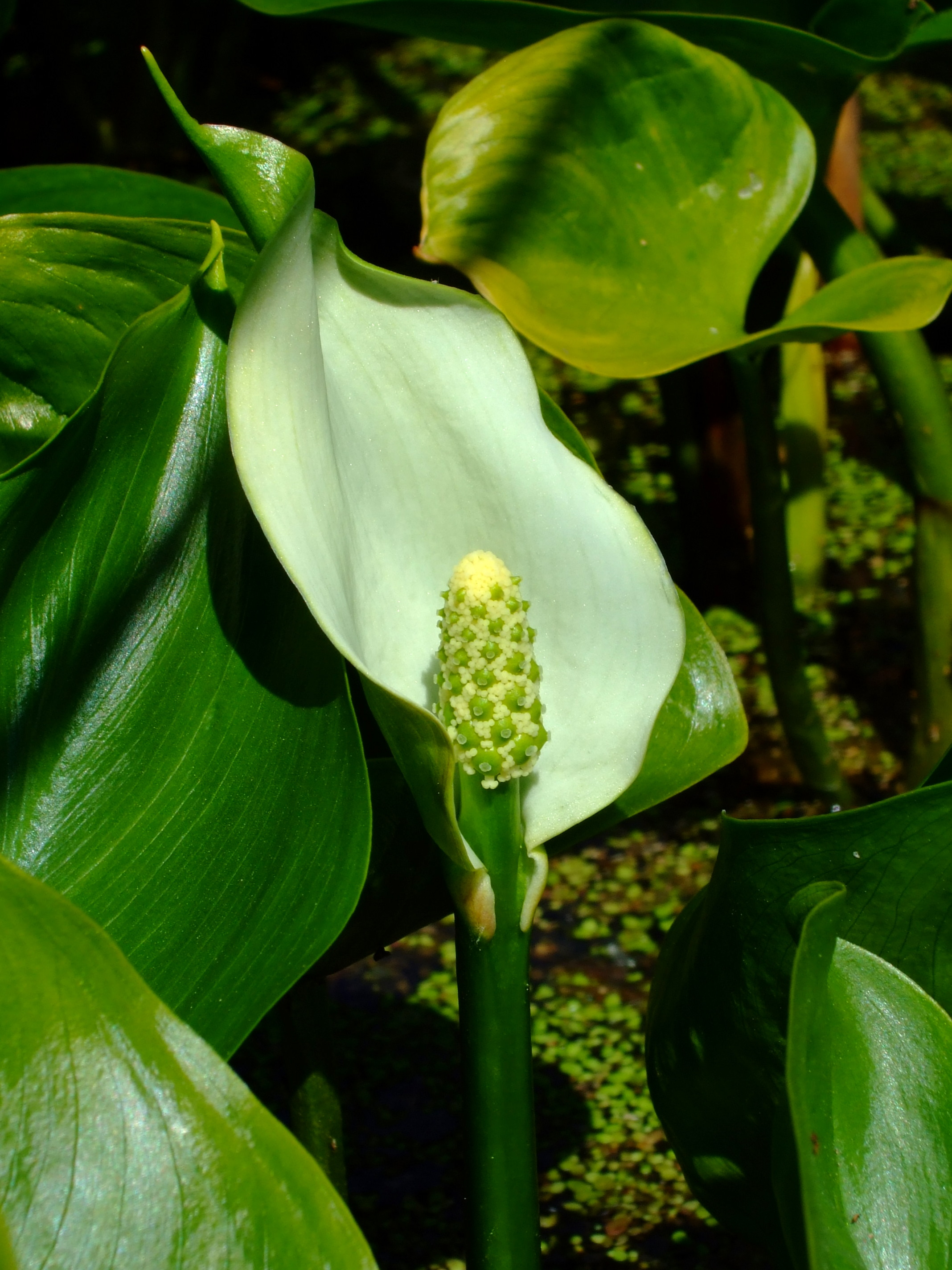
Calla palustris
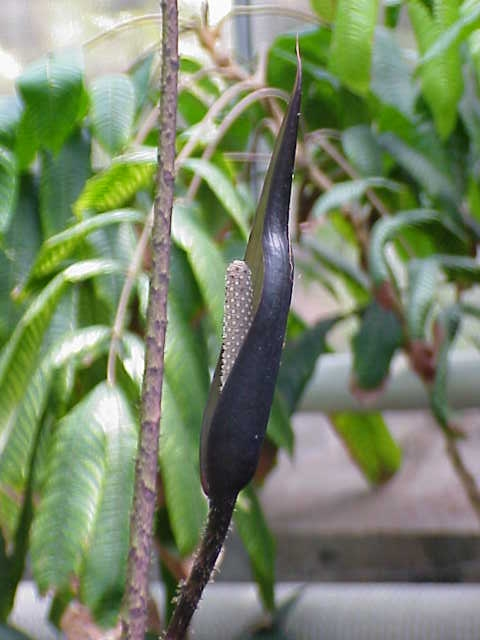
Cyrtosperma johnstonii
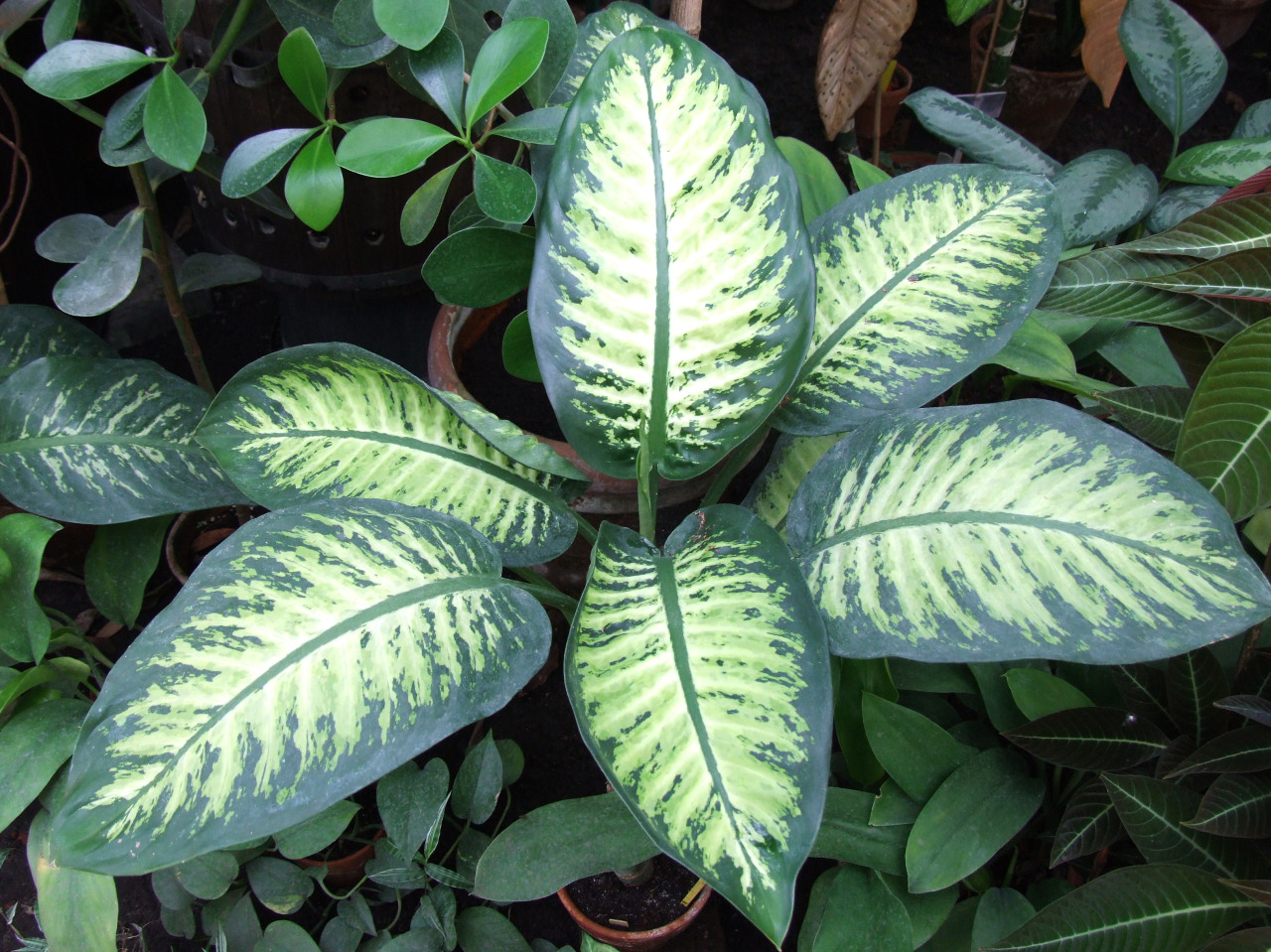
Dieffenbachia bauseii
Dracunculus vulgaris
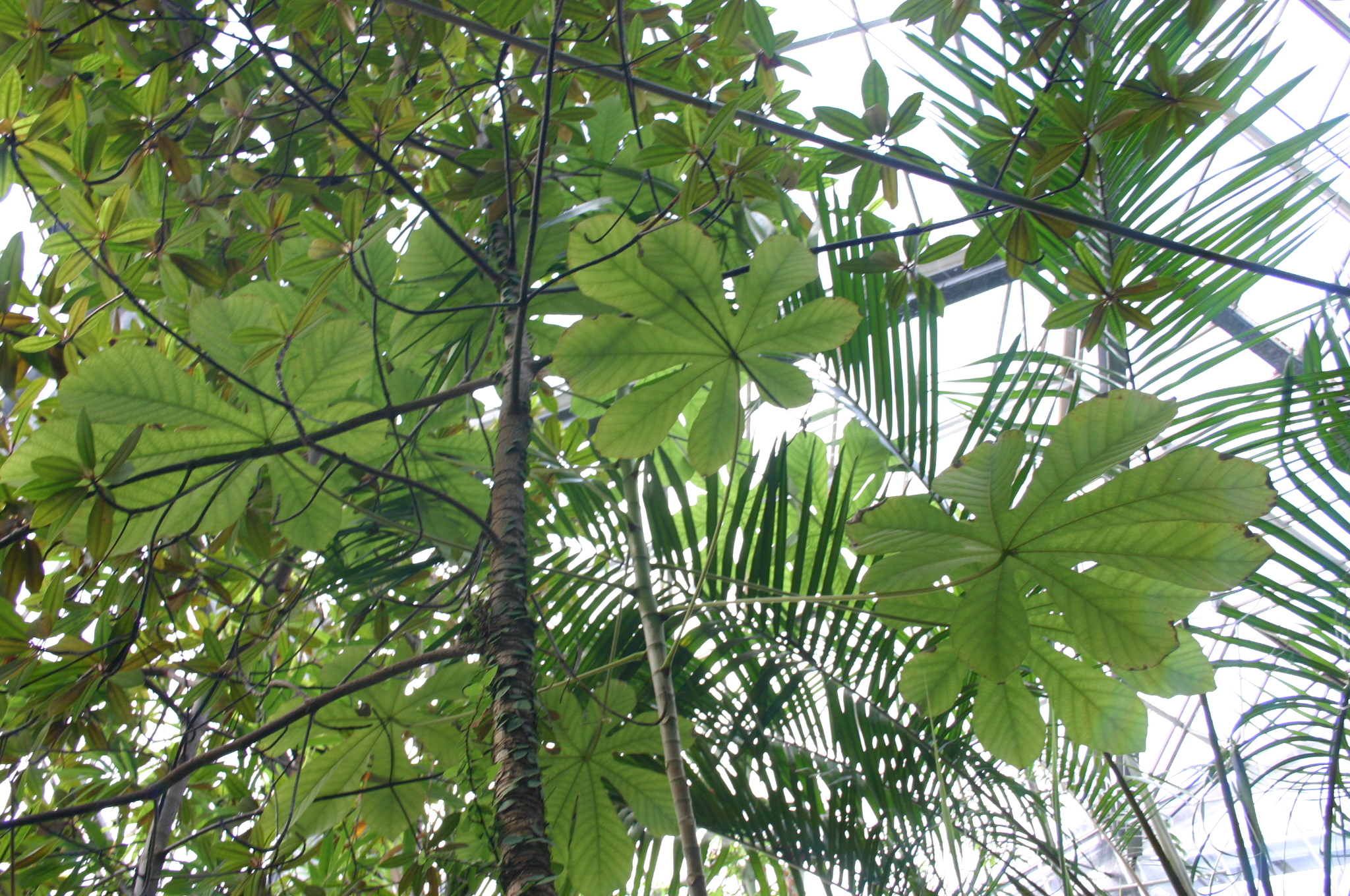
Epipremnum amplissmum
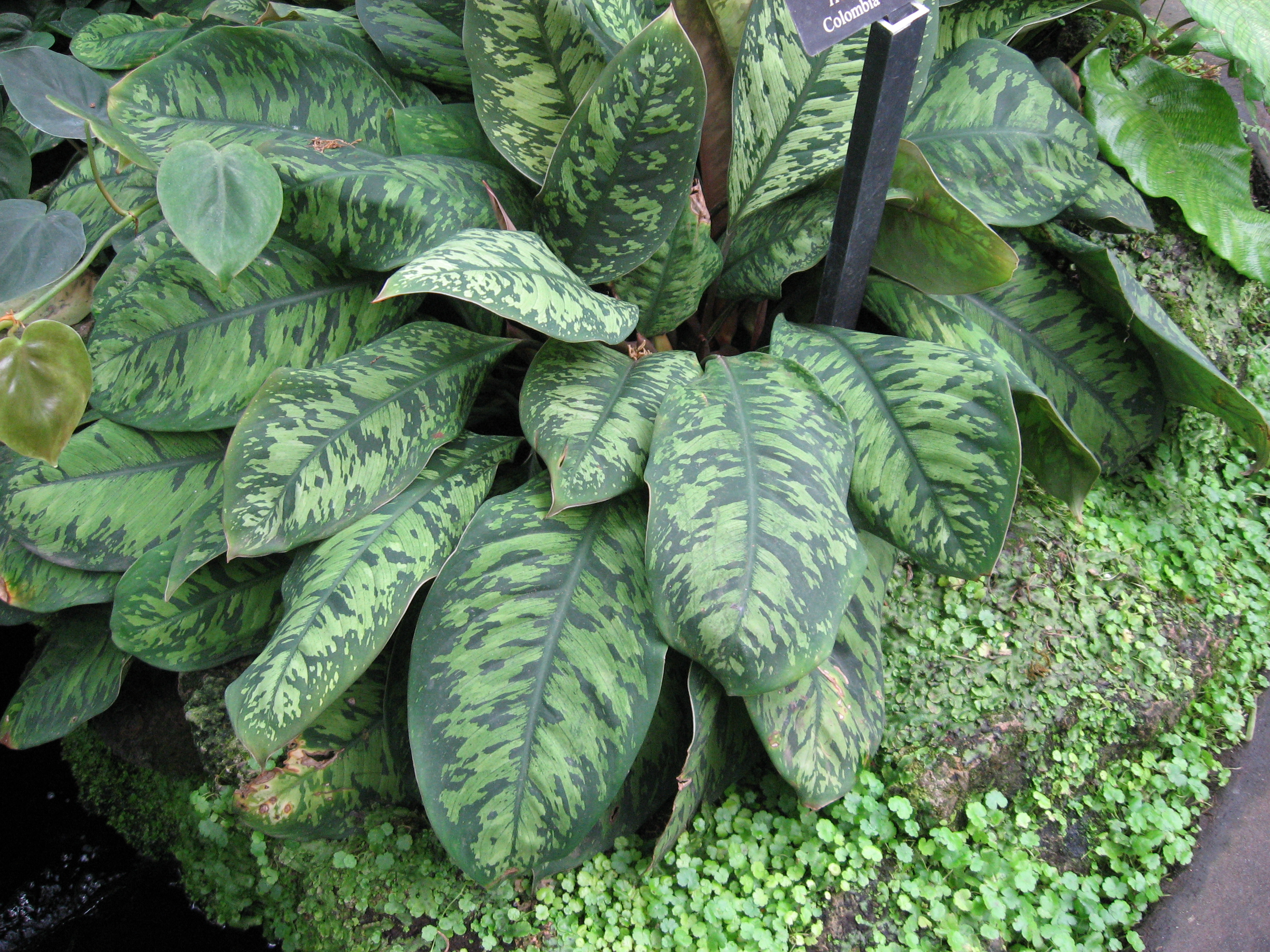
Homalomena wallisii
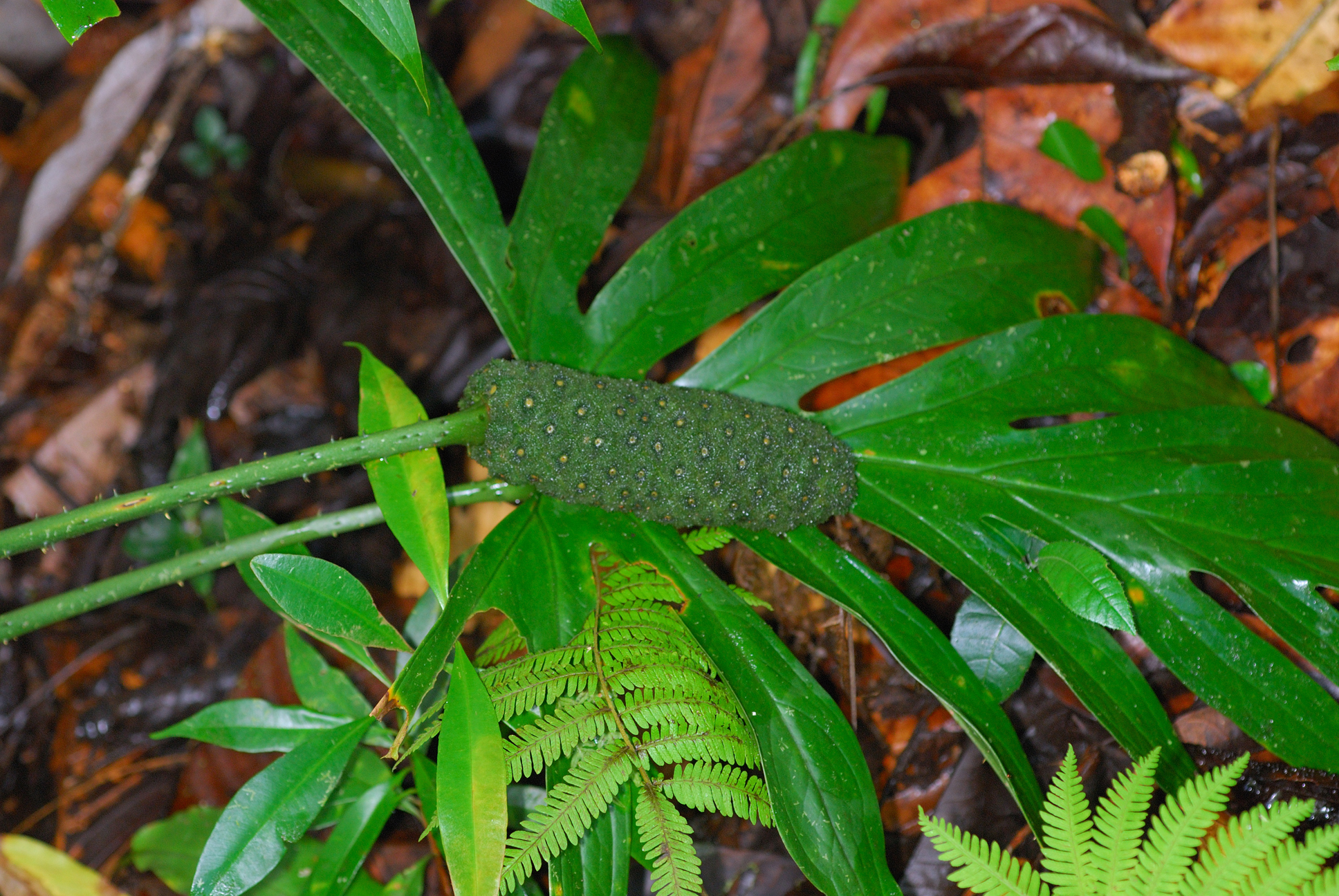
Lasia spinosa
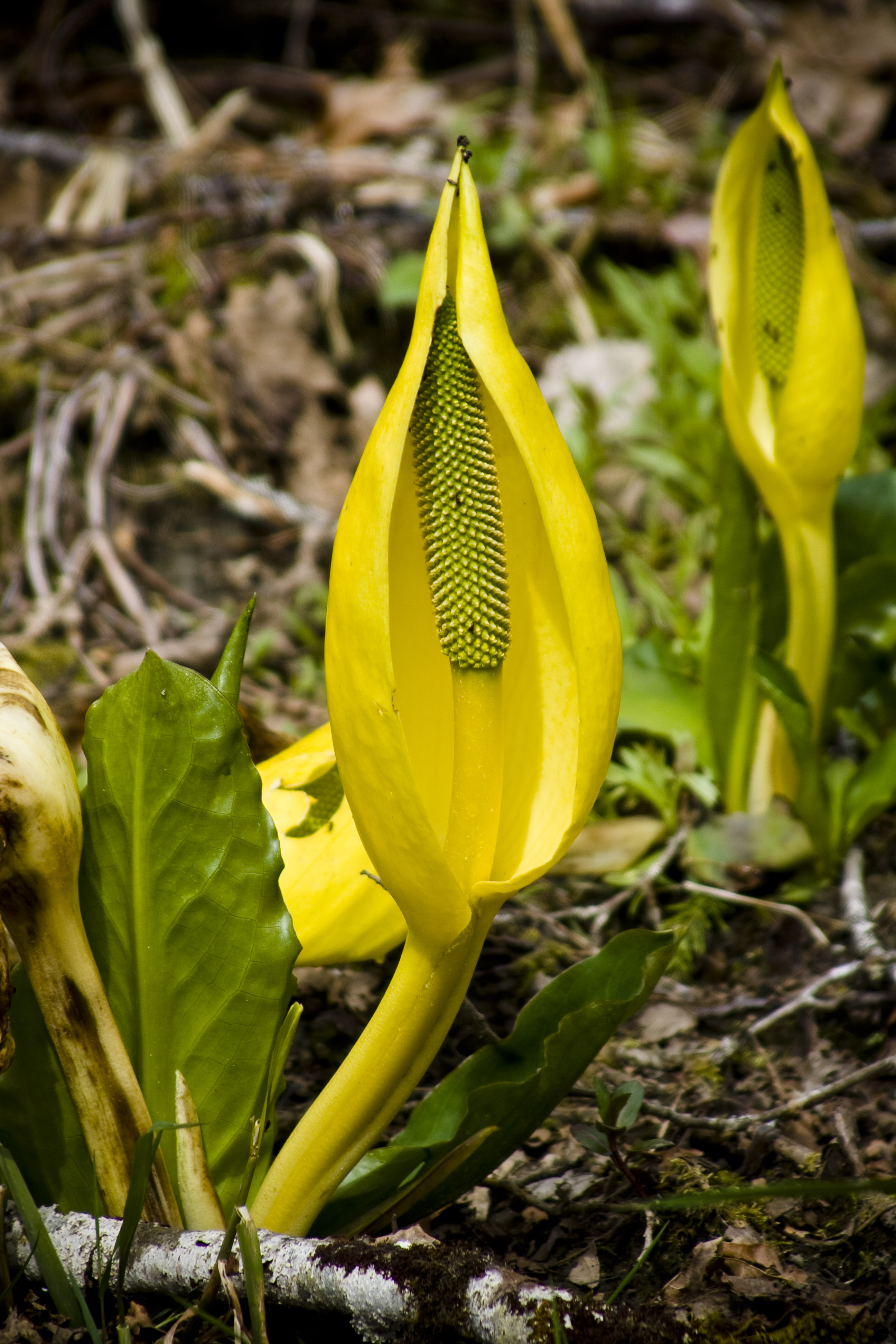
Lysichiton americanus
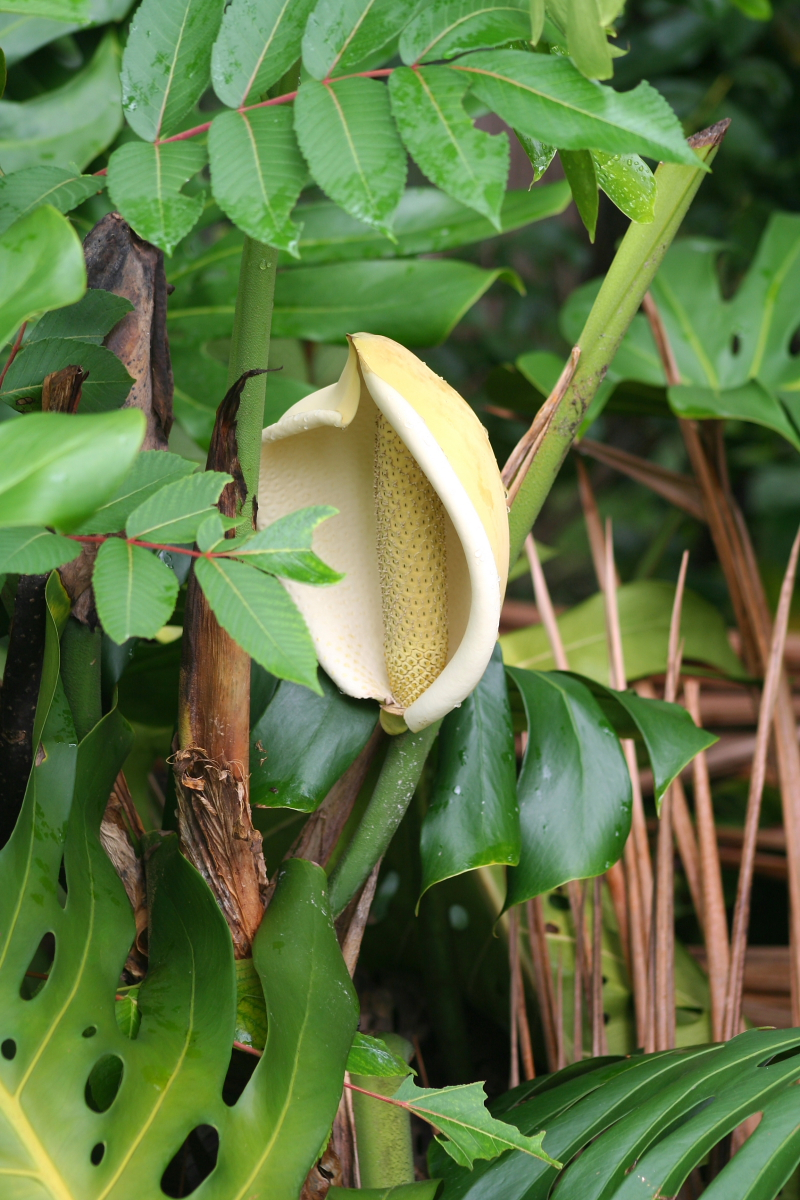
Monstera deliciosa
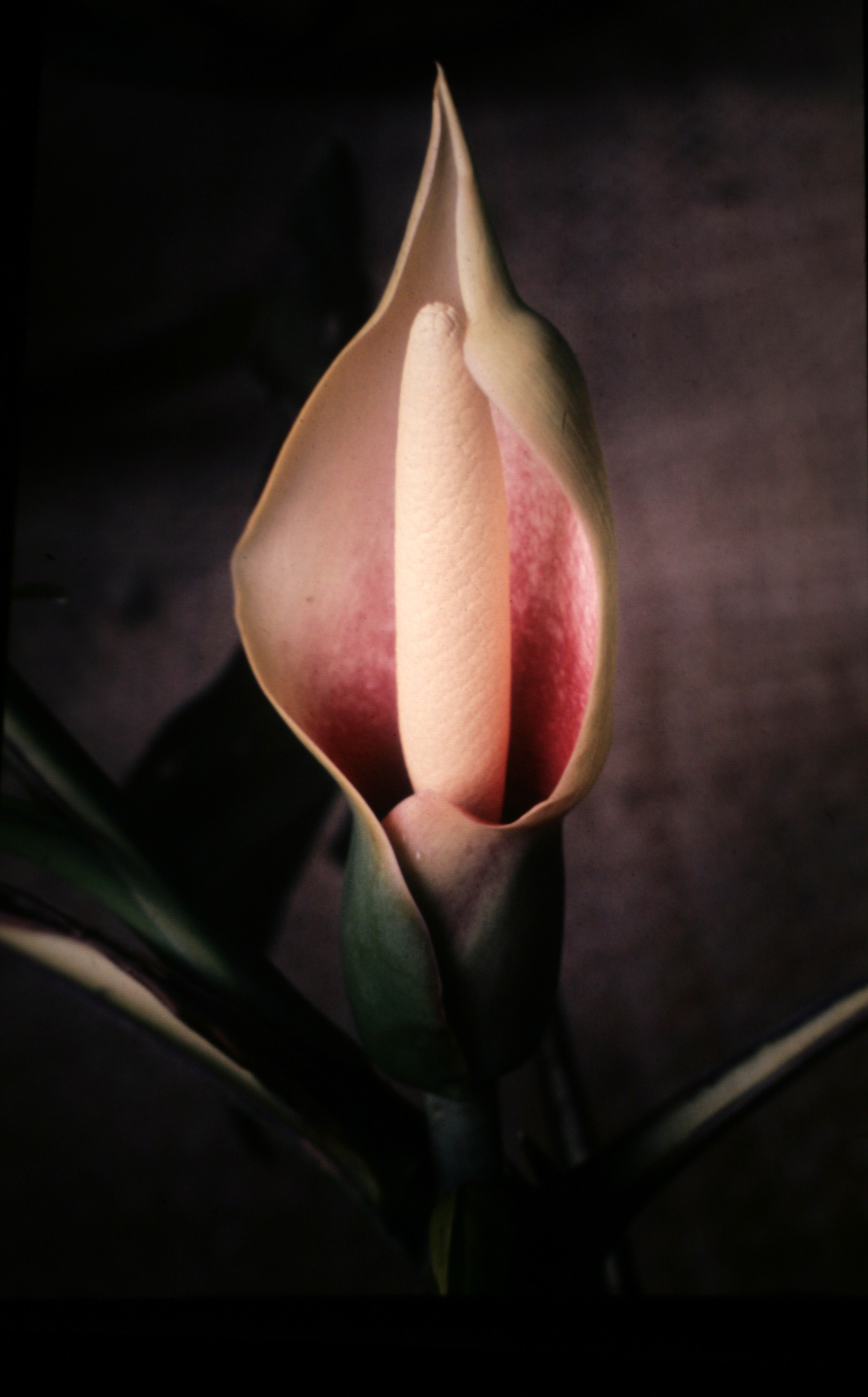
Montrichardia arborescens
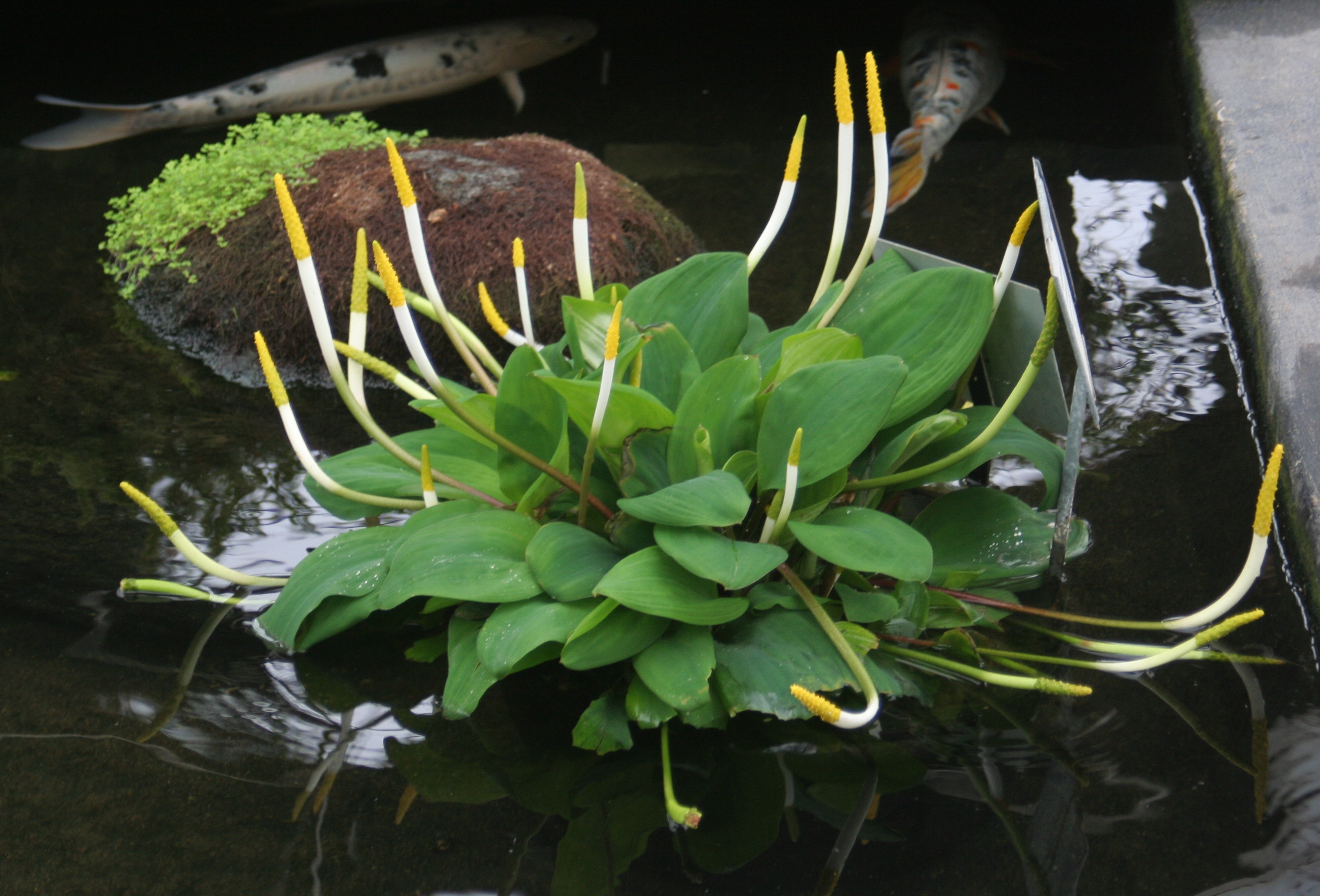
Orontium aquaticum
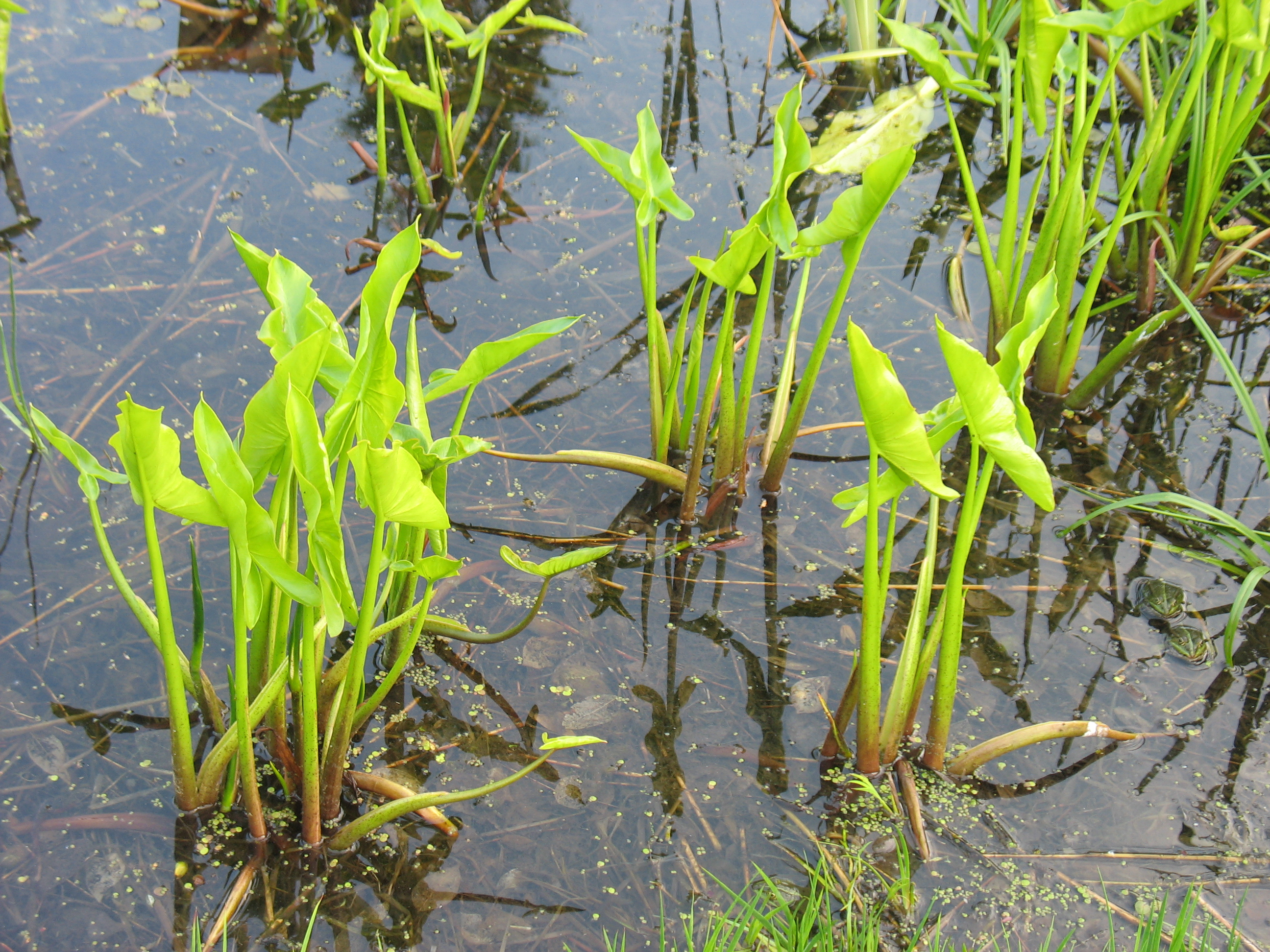
Peltandra virginica
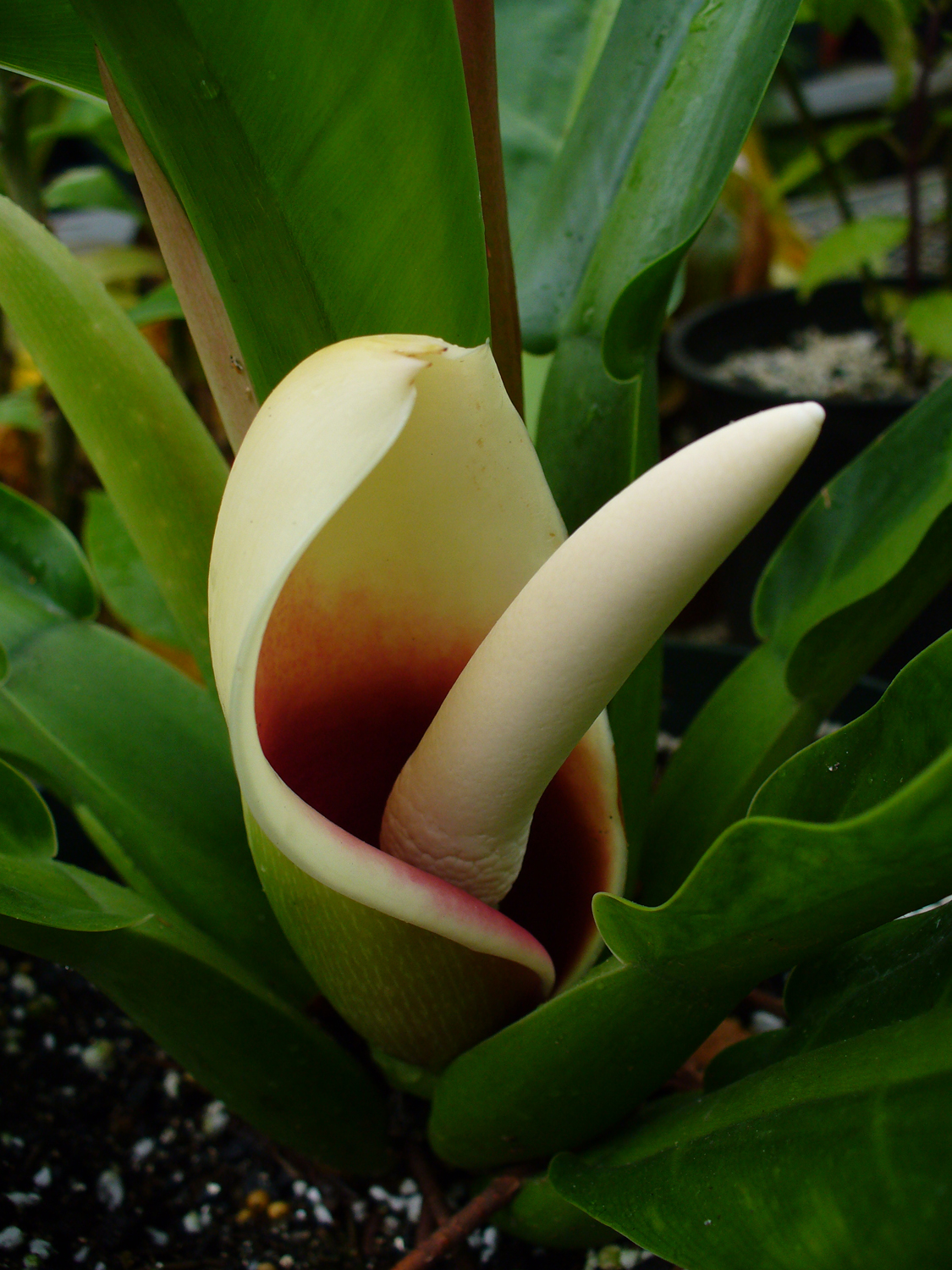
Philodendron martianum
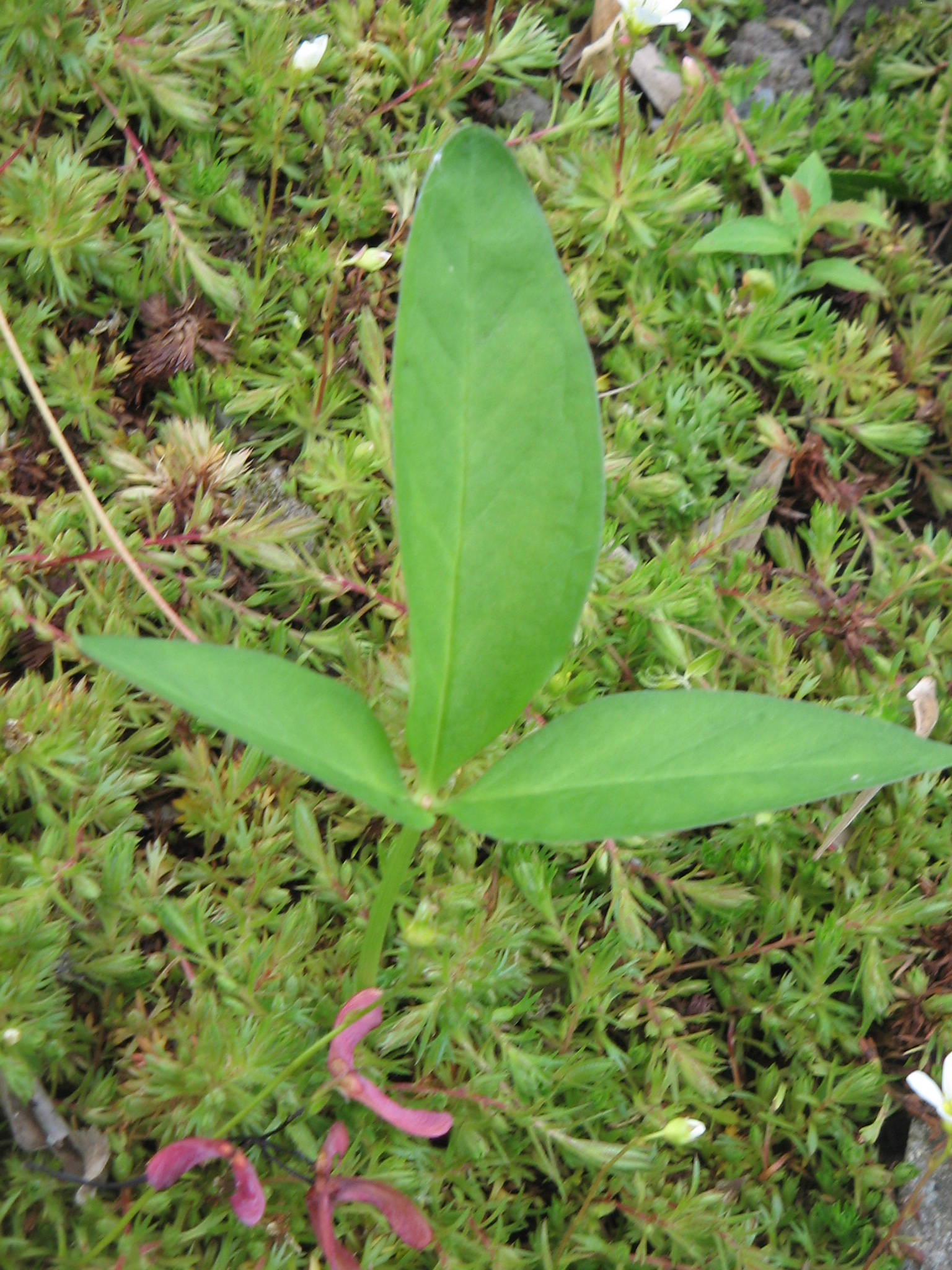
Pinellia ternata
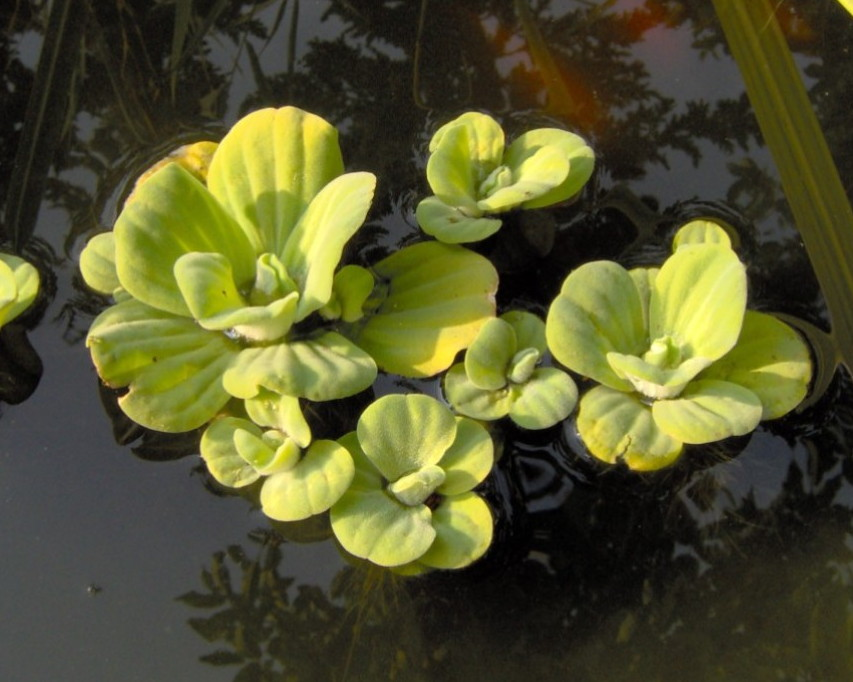
Pistia stratiotes
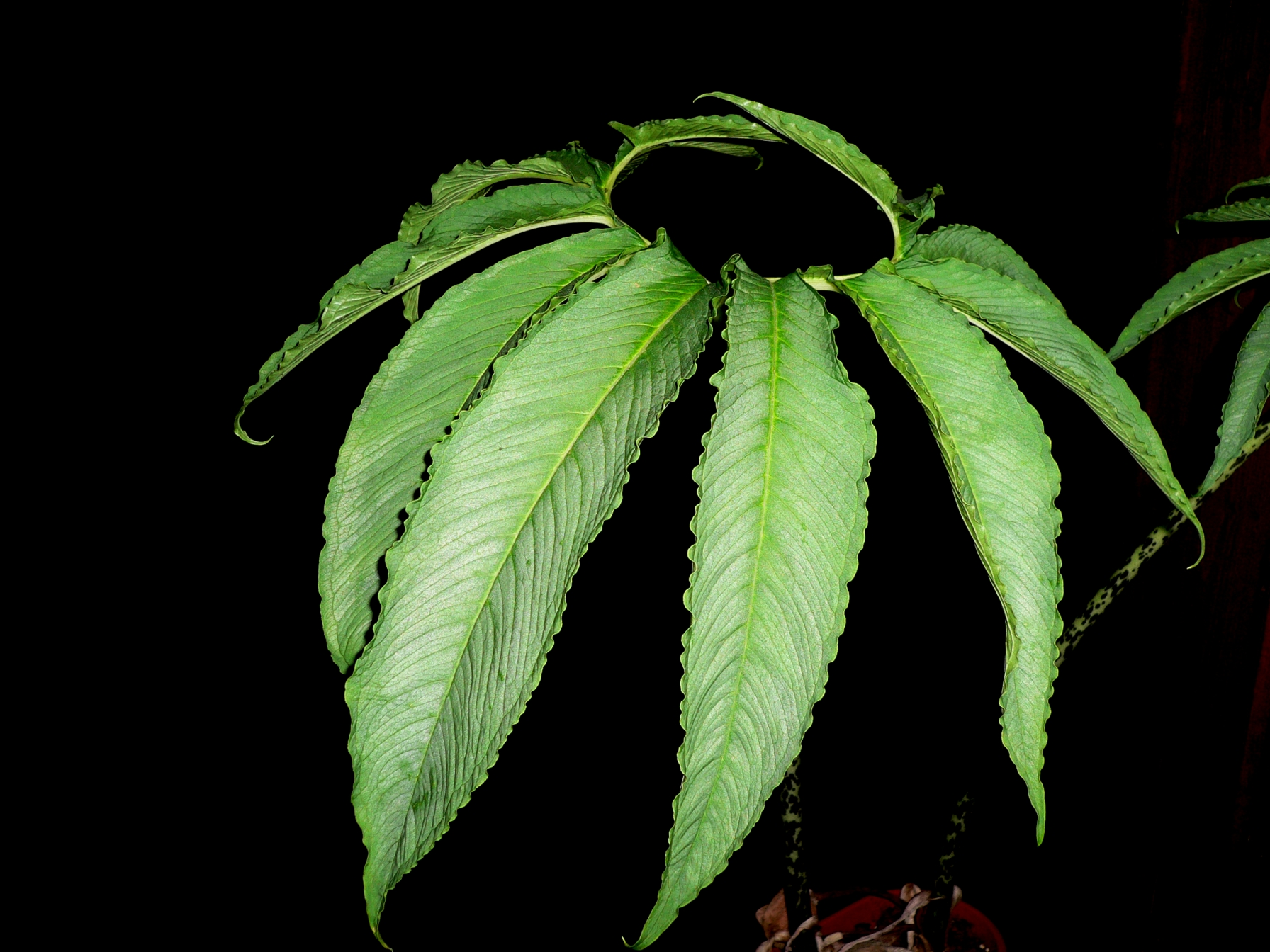
Typhonium venosum
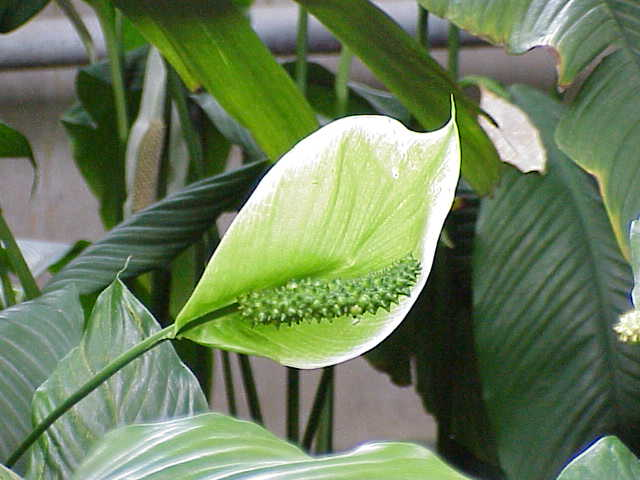
Spathiphyllum cochlearispathum
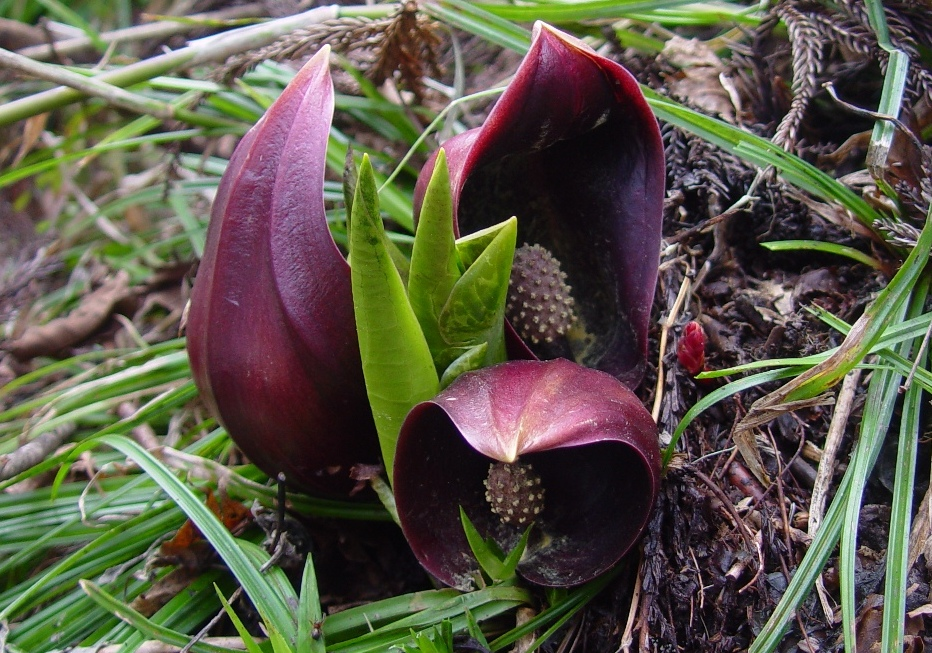
Symplocarpus foetidus
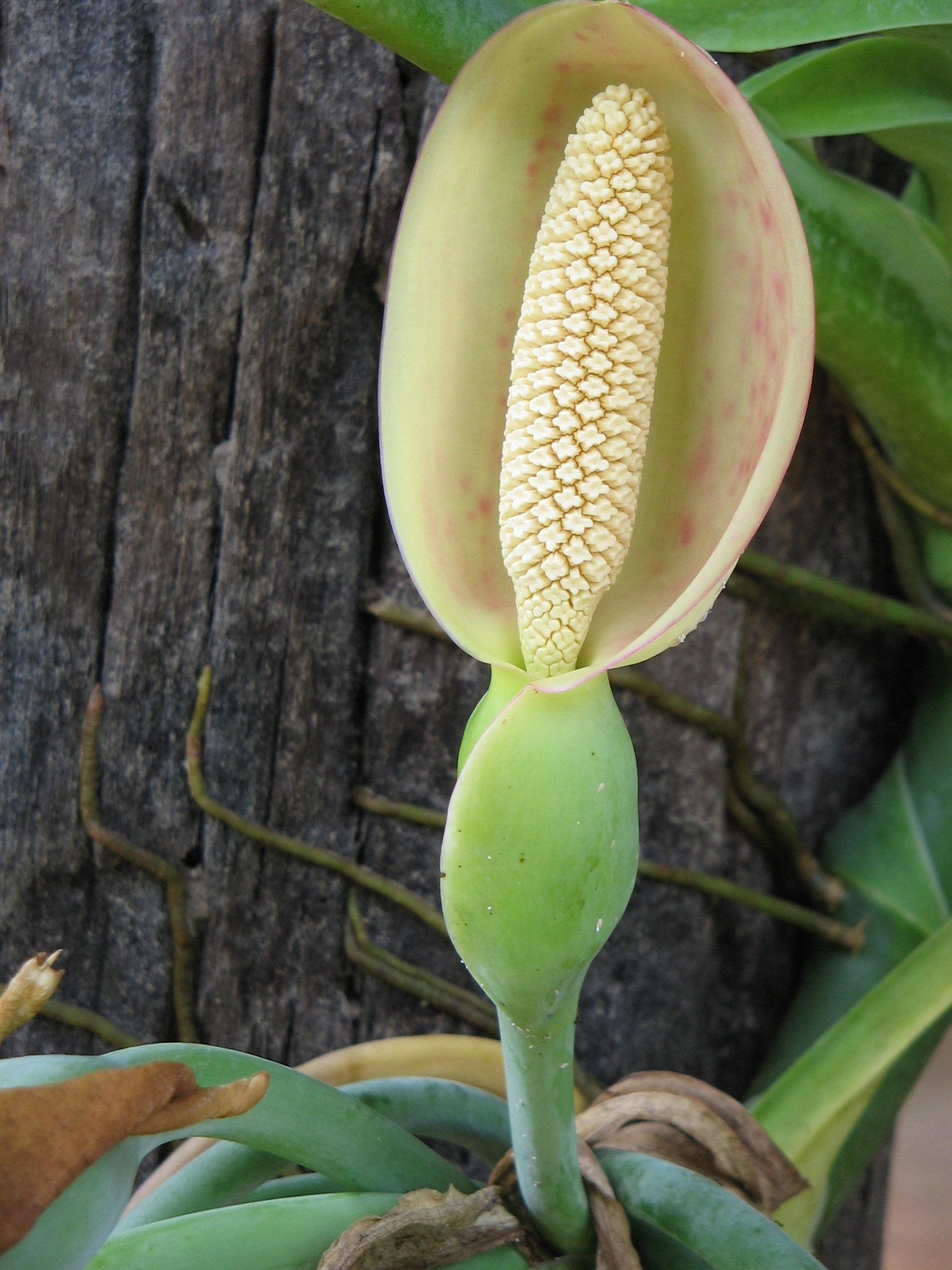
Syngonium podophyllum
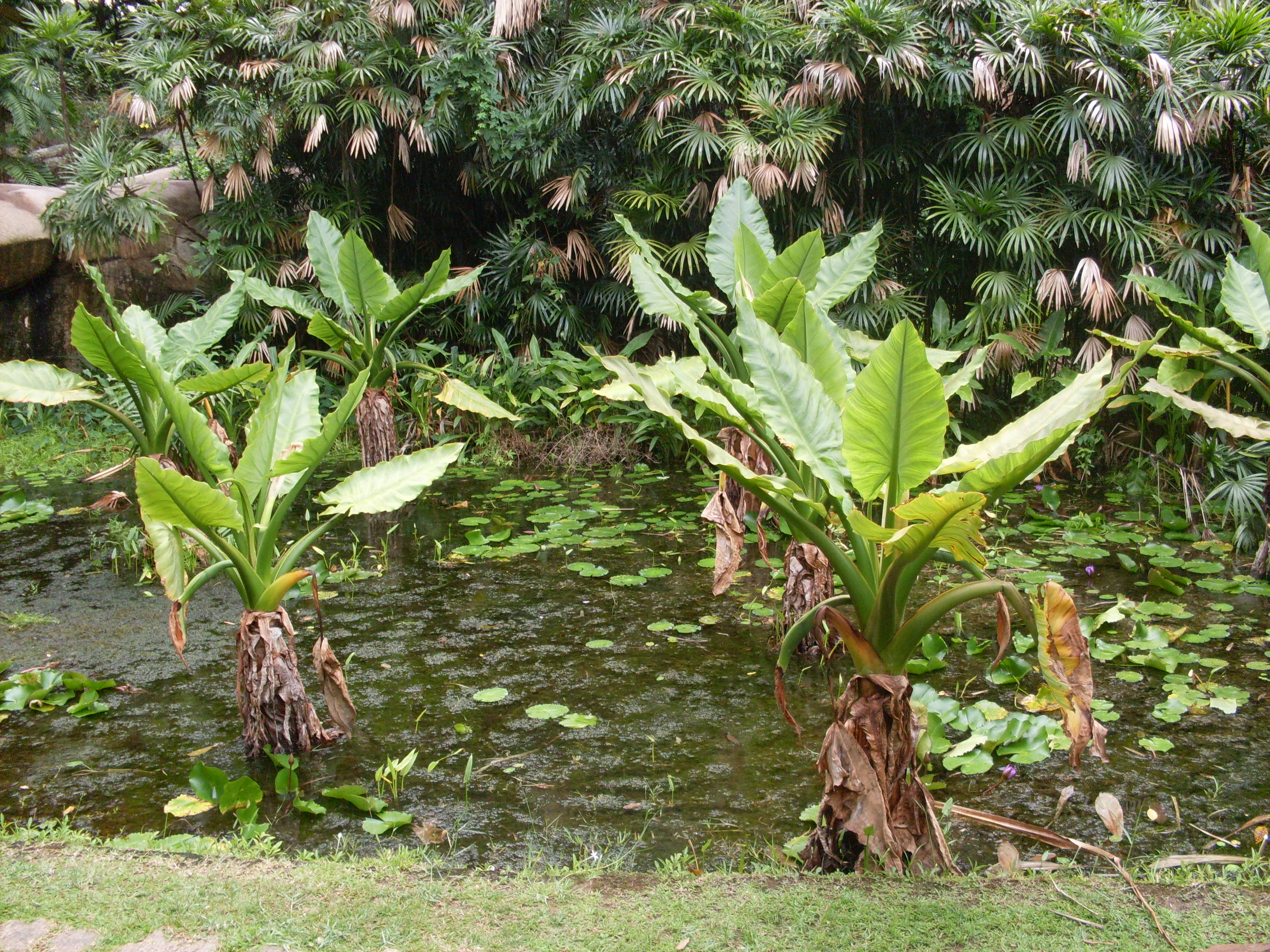
Typhonodorum seychelles
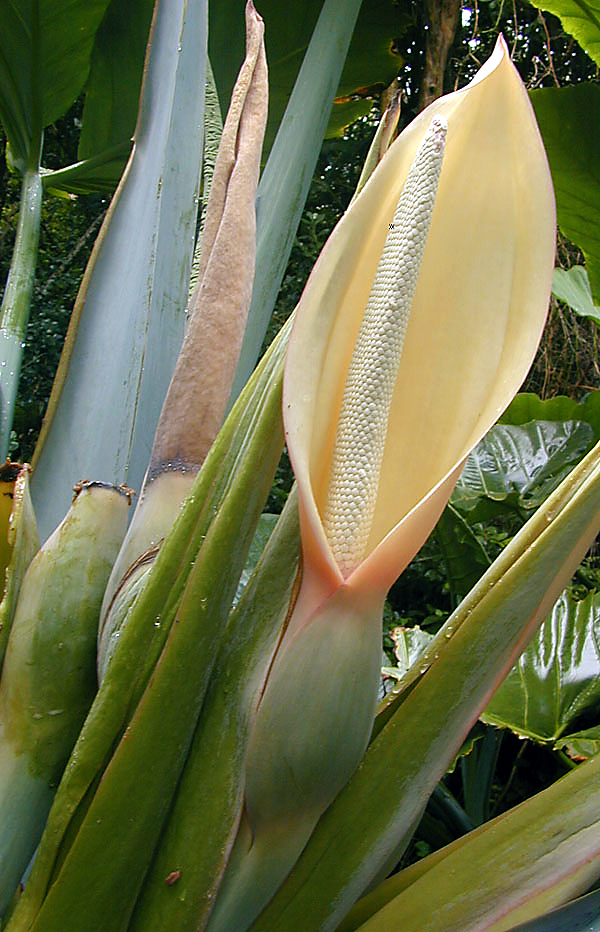
Xanthosoma sagittifolium
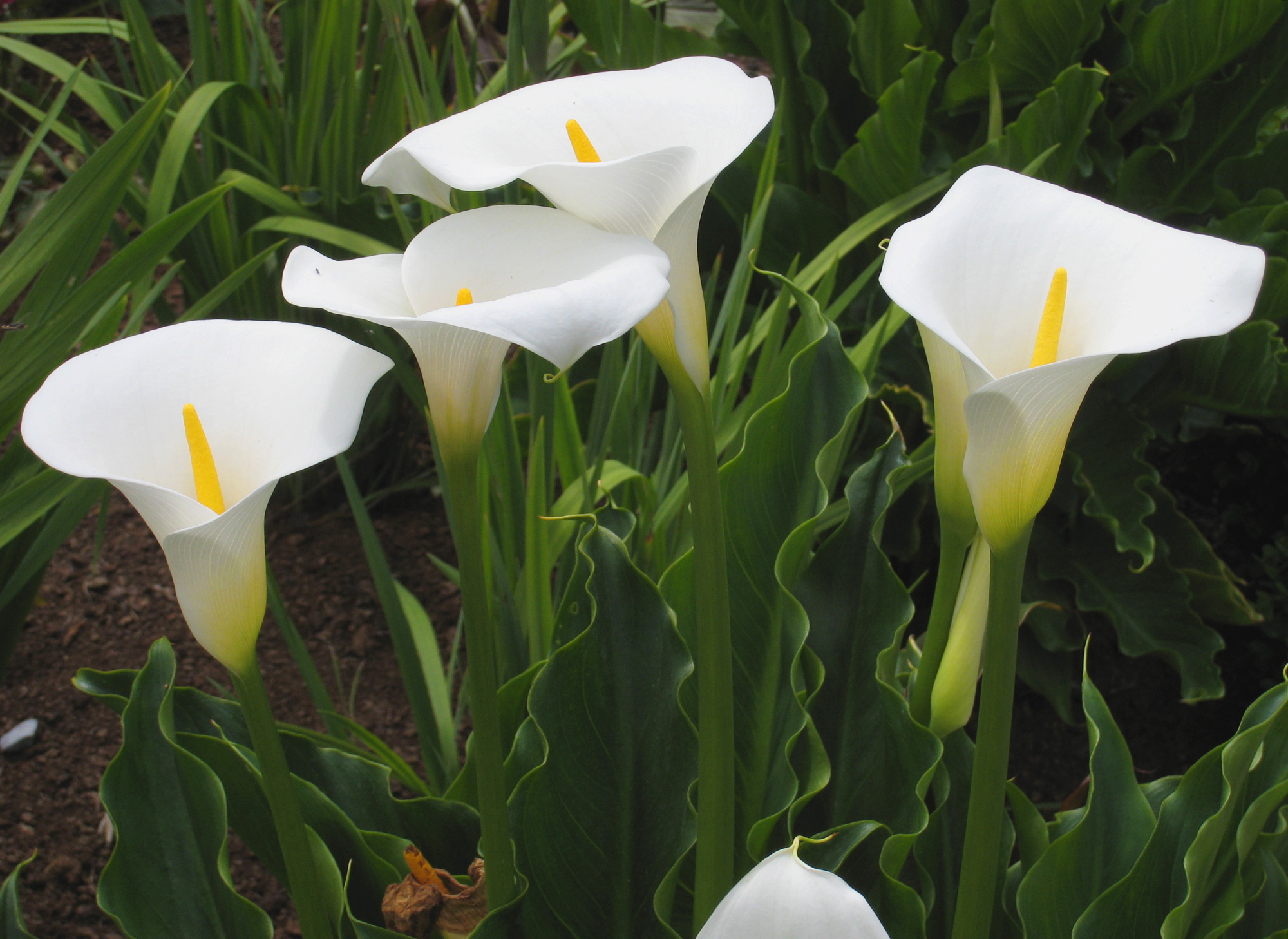
Zantedeschia . aethiopica

## Usi

### Farmacia
Una parte di queste piante sono velenose (i frutti tipo bacche in particolare, ma anche i tuberi); il solo contatto con la pelle può provocare dermatiti. Sono presenti cristalli rafidici di ossalato di calcio segnati da solchi che insieme ad altri composti chimici hanno la particolarità di irritare il cavo orale e la gola. Sono presenti inoltre altri composti cianogeni insieme ad alcaloidi.
Non sono molte le piante di questa famiglia che trovano impiego nella medicina popolare; come ad esempio le radici delle specie del genere Symplocarpus Salisb. ex Nutt. che vengono impiegate per la cura dell'asma, oppure l'olio essenziale contenuto nella specie Acorus calamus L. che ha proprietà toniche.

### Cucina
Diverse piante di questa famiglia trovano posto nella produzione alimentare. Qui di seguito vengono indicati alcuni impieghi:
- generi Alocasia (Schott) G. Don , Colocasia Link. e Xanthosoma Scott: i tuberi contenendo sostanze amilacee sono commestibili, ma prima devono essere trattati per privarli delle sostanze irritanti;
- genere Monstera Adans.: alcune bacche sono commestibili;
- genere Arisaema Hett. & G. Gusman: con alcune specie di questo genere i Finni e i Lapponi creano delle miscele panificabili;
- Colocasia esculenta (L.) Schott : il taro, è senz'altro una delle piante più famose di questa famiglia per la sua utilità, dato che serve alla produzione di un tipo speciale di farina;
- Arum maculatum L.: i suoi tuberi contengono amido (70%), ma devono essere lungamente bolliti per disciogliere in acqua tutte le sostanze acri;
- Acorus calamus L.: i suoi principi aromatici sono usati nella liquoreria;
- delle seguenti specie i rizomi e i tuberi sono impiegati direttamente nell'alimentazione umana: Orontium aquaticum L. (Nord America) - Colocasia antiquorum Scott. - Alocasia macrorrhiza (L.) Scott. (Isole del Pacifico) - Peltandra virginica Raf. (America settentrionale);
- Philodendron pertusum (L.) K. Koch & C.D. Bouché : questa specie produce delle squisite infruttescenze (ma solamente nei climi tropicali come l'America tropicale – in Europa è sterile);
- Xanthosoma sagittifolium (L.) Schott : i germogli di questa pianta sono mangiati come verdura fresca (Antille);
- Tornelia fragrans Gutierrez ex Schltdl.: è utilizzato come ortaggio da tavola (Messico).

Le specie del genere Pistia in Cina sono utilizzate nel mangime per i suini, ma anche coltivate come piante ornamentali nei giardini acquatici.

### Giardinaggio
Molte specie di questa famiglia (una trentina) sono apprezzate come piante da appartamento. Qui ricordiamo alcuni generi: Monstera, Philodendron, Scindapsus, Caladium, Dieffenbachia ed Anthurium. Mentre Colocasia e Zantedeschia (calla) sono generi abbastanza comuni nei giardini italiani.